# Arrecife de coral
Un arrecife de coral, escollo coralino o arrecife coralino es una estructura subacuática hecha del carbonato de calcio secretado por corales. Es un tipo de arrecife biótico formado por colonias de corales pétreos, que generalmente viven en aguas marinas que contienen pocos nutrientes. Los corales pétreos son animales marinos que constan de pólipos, agrupados en varias formas según la especie, y que se parecen a las anémonas de mar, con las que están emparentados. A diferencia de las anémonas de mar, los pólipos coralinos del orden Scleractinia secretan exoesqueletos de carbonato que apoyan y protegen a sus cuerpos. Los arrecifes de coral crecen mejor en aguas cálidas, poco profundas, claras, soleadas y agitadas.
A menudo los arrecifes de coral son llamados "selvas del mar", ya que forman uno de los ecosistemas más diversos de la Tierra. Aunque ocupan menos del 0,1 % de la superficie total de los océanos, equivalente a la mitad de la superficie de Francia, son el hábitat de 25 % de todas las especies marinas, incluyendo peces, moluscos, gusanos, crustáceos, equinodermos, esponjas, tunicados y otros cnidarios.
Paradójicamente, los arrecifes de coral prosperan a pesar de estar rodeados por aguas oceánicas que proporcionan pocos nutrientes. Son más comúnmente encontrados en aguas tropicales poco profundas, pero también existen, en menor escala, corales de aguas profundas y corales de aguas frías en otras zonas.
Por su situación estratégica entre la costa y el mar abierto, los arrecifes sirven de barrera que protege a los manglares y las praderas de hierbas marinas contra los embates del oleaje; los manglares y praderas de hierbas, a su vez, protegen al arrecife contra la sedimentación y sirven como áreas de reproducción y crianza para muchas de las especies que forman parte del ecosistema del arrecife.

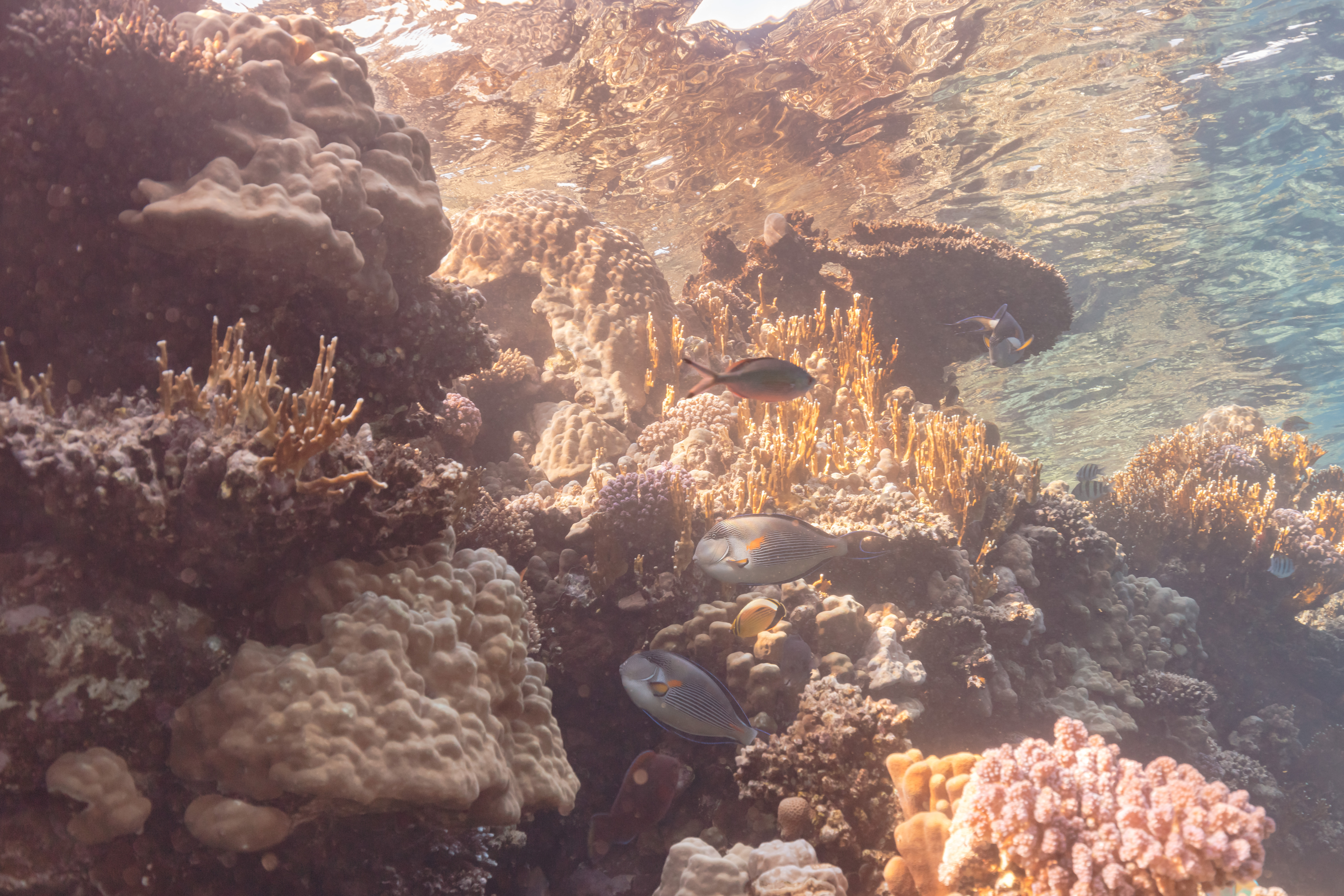
Arrecife de coral, parque nacional Ras Muhammad, Egipto, mar Rojo.

Los arrecifes de coral proporcionan servicios del ecosistema para el turismo como el buceo, la pesca y la protección del litoral. El valor económico total anual de los arrecifes de coral se ha estimado en US$ 375 mil millones. Sin embargo, los arrecifes de coral son ecosistemas frágiles, en parte porque son muy sensibles a cambios de temperatura del agua. Están en peligro por el cambio climático provocado por los gases de efecto invernadero, acumulación de plásticos y desechos marinos, la acidificación de los océanos por la actividad costera que incluye la pesca con explosivos, pesca con cianuro para acuarios, uso excesivo de los recursos de los arrecifes, y usos perjudiciales de la tierra, incluyendo escorrentía agrícola y urbana, y contaminación del agua.

## Formación
La mayor parte de los arrecifes de coral se formó después del último periodo glacial, cuando el deshielo (derretimiento del hielo) condujo a la subida del nivel del mar y la inundación de las plataformas continentales. Esto significa que la mayoría de los arrecifes tiene una edad de menos de 10 000 años. Cuando las comunidades coralinas se establecieron en las plataformas continentales, los arrecifes crecieron hacia arriba, siguiendo el ritmo de la subida del nivel del mar. Los arrecifes con un crecimiento demasiado lento se convirtieron en arrecifes ahogados cubiertos por tanta agua que no recibieron suficiente luz para sobrevivir. Algunos arrecifes de coral se encuentran en aguas marinas profundas, alejados de las plataformas continentales, en torno a islas oceánicas y como atolones. La gran mayoría de estas islas es de origen volcánico. Las pocas excepciones tienen un origen tectónico, donde movimientos de las placas tectónicas elevaron el fondo marino hacia la superficie.
En 1842, en su primera monografía, titulada La estructura y distribución de los arrecifes de coral (The Structure and Distribution of Coral Reefs), Charles Darwin expuso su teoría de la formación de atolones, una idea que concibió durante el segundo viaje del HMS Beagle. Postuló que los atolones se formaron por el levantamiento y la subsidencia de la corteza debajo de los océanos. La teoría de Darwin establece una secuencia de tres etapas en la formación de atolones. Comienza con la formación de un arrecife de coral alrededor de una isla volcánica extinta, cuando se desploman, tanto la isla, como el fondo oceánico. En la medida que continúa el hundimiento, el arrecife se convierte en una barrera de coral, y, en última instancia, en un atolón.

Teoría de Darwin sobre la formación de un atolón
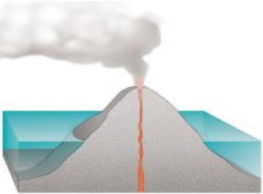
La teoría de Darwin comienza con una isla volcánica extinta
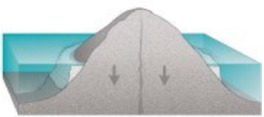
A medida que se hunde el fondo marino y la isla, el crecimiento del coral forma un arrecife, que a menudo encierra una laguna poco profunda entre la tierra y el propio arrecife.
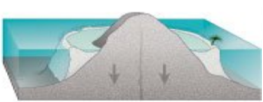
Si el hundimiento continúa, el arrecife se convierte en un arrecife de barrera más grande y más alejado de la costa, con una laguna interior más grande y más profunda.
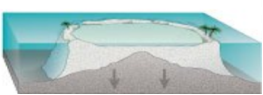
Finalmente la isla queda sumergida bajo el mar, y el arrecife de barrera se convierte en un atolón que encierra una laguna abierta.

Darwin predijo que, debajo de cada laguna se encontraría una base de roca madre, que representa los restos del volcán original. Perforaciones posteriores demostraron que esta teoría era correcta. La teoría de Darwin se basó en su entendimiento de que, los pólipos de coral crecen en las aguas marinas limpias y agitadas de los trópicos, pero que solo pueden vivir dentro de un rango de profundidad limitado, comenzando justo debajo del nivel de la marea baja. Cuando el nivel de la tierra subyacente lo permite, los corales crecen alrededor de la costa para formar lo que llamó arrecifes bordeantes (en inglés: fringing reefs), los cuales, con el tiempo, pueden crecer desde la costa hacia afuera para convertirse en un arrecife de barrera.

Un arrecife bordeante puede tardar diez mil años para formarse, y un atolón puede tardar hasta 30 millones de años.

Cuando el fondo marino está subiendo, los arrecifes bordeantes pueden crecer alrededor de la costa, pero los corales que se ven elevados sobre el nivel del mar se mueren y se convierten en piedra caliza blanca. Si el fondo marino se hunde lentamente, los arrecifes bordeantes logran seguir el ritmo de crecimiento hacia arriba, desarrollándose sobre una base antigua de coral muerto, y formando una barrera de coral que encierra una laguna entre el arrecife y la tierra. Puede resultar en un arrecife de barrera que rodea una isla completa, y posteriormente, cuando la isla se hunde bajo el nivel del mar, en un atolón de coral circular, que sigue creciendo en la medida que sube el nivel del mar, formando una laguna central. Los arrecifes de barrera y atolones generalmente no forman círculos completos, ya que suelen ser afectados por los efectos de tormentas. Al igual que el rápido crecimiento del nivel del mar, también el hundimiento rápido del fondo marino puede abrumar el crecimiento del coral, matando a los animales y el arrecife.
Los dos principales variables que determinan la geomorfología, o forma, de los arrecifes de coral son: la naturaleza del sustrato subyacente en el que se apoyan, y la historia de los cambios en el nivel del mar en relación con ese sustrato.
La Gran Barrera de Coral, cuya formación se inició hace aproximadamente 20.000 años, es un ejemplo de cómo los arrecifes de coral se desarrollaron en las plataformas continentales. En esta época el nivel del mar era 120 m más bajo que en el siglo XXI. Como el nivel del mar subió, el agua y los corales invadieron lo que fueron colinas de la llanura costera australiana. Hace 13 000 años, el nivel del mar había subido a 60 m debajo del nivel que tiene en la actualidad, y muchas colinas de la llanura costera continental se habían convertido en islas. 
Con la continuación de subida del nivel del mar, el agua sobrepasó las cumbres de la mayoría de las islas continentales, y los corales pudieron cubrir las colinas enteras, formando los actuales cayos y arrecifes. En los últimos 6000 años, el nivel del mar de la Gran Barrera de Coral no ha cambiado significativamente, y la edad de la estructura viva de los arrecifes modernos, se estima entre 6000 y 8.000 años. A pesar de que la gran barrera de coral se formó a lo largo de una plataforma continental, y no alrededor de una isla volcánica, los principios de Darwin se aplican también en este caso. Si bien el desarrollo se paró en la fase de barrera de coral, ya que Australia no está a punto de sumergirse, se formó la mayor barrera de coral del mundo, que se extiende por 2000 kilómetros, a una distancia de 300 -1000 m de la costa.
Cuando están sanos, los arrecifes de coral tropicales crecen a un ritmo de 1 a 3 cm por año horizontalmente, y entre 1 y 25 cm por año verticalmente. Sin embargo, no pueden crecer por encima del nivel del mar, y, los corales hermatípicos tampoco crecen a profundidades mayores de 150 m, porque necesitan luz solar.
La mayor parte de los arrecifes de coral se componen de esqueletos de coral formados por las colonias coralinas. Sin embargo, fragmentos de conchas y restos de algas calcáreas, como los del género Halimeda, pueden contribuir a la capacidad de los arrecifes de resistir los efectos dañinos de tormentas y otras amenazas. Tales mezclas son visibles en estructuras arrecifales como el atolón Enewetak.

### Arrecifes en el pasado
A lo largo de la historia de la Tierra, desde pocos millones de años después de que los organismos marinos desarrollaron esqueletos duros, casi siempre hubo arrecifes en los mares primitivos. Las épocas de máximo desarrollo fueron el Cámbrico medio (520 Ma), el Devónico (416-359 Ma) y el Carbonífero (360-300 Ma), debido a corales del extinto orden Rugosa, y el Cretácico superior (99-65 Ma) y todo el Neógeno (23 Ma - actualidad), debido a corales del orden Scleractinia.
No todos los arrecifes del pasado estuvieron formados por corales. Así, en el Cámbrico inferior (570-536 Ma) se debieron a algas calcáreas y a arqueociatos (pequeños animales filtradores de forma cónica, probablemente emparentados con las esponjas), y en el Cretácico superior (99-65 Ma) existieron también arrecifes formados por un grupo de bivalvos denominados rudistas (una de las valvas, hipertrofiada, formaba la estructura cónica principal, y la otra, mucho más pequeña, actuaba como tapa).

## Tipos de arrecife de coral

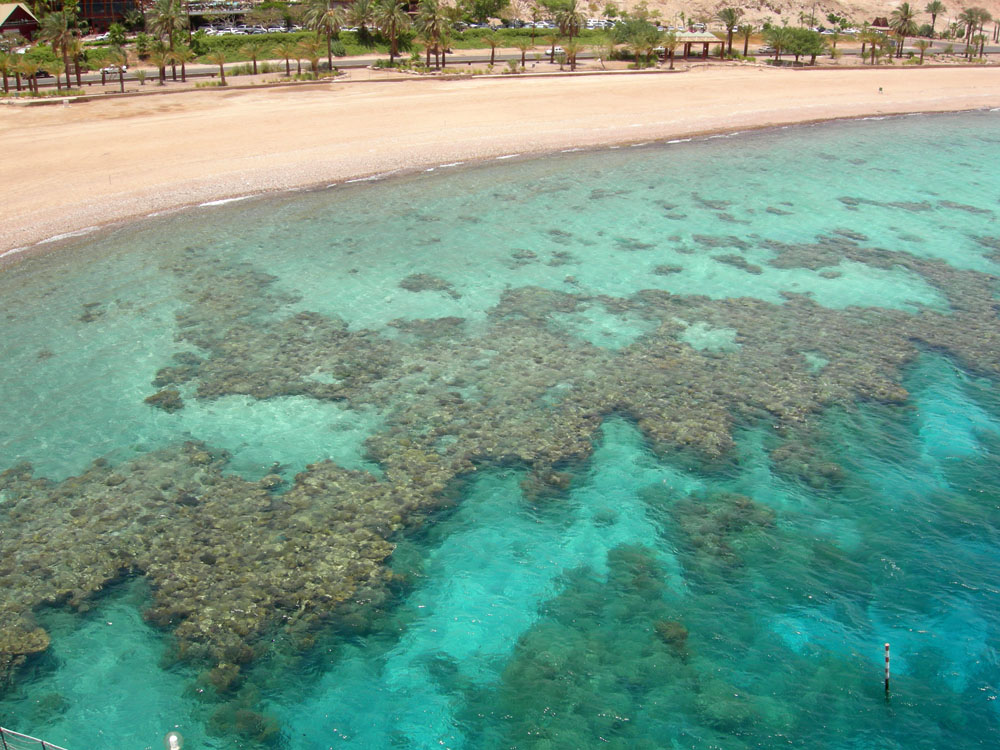
Arrecife bordeante en Eilat en el extremo sur de Israel

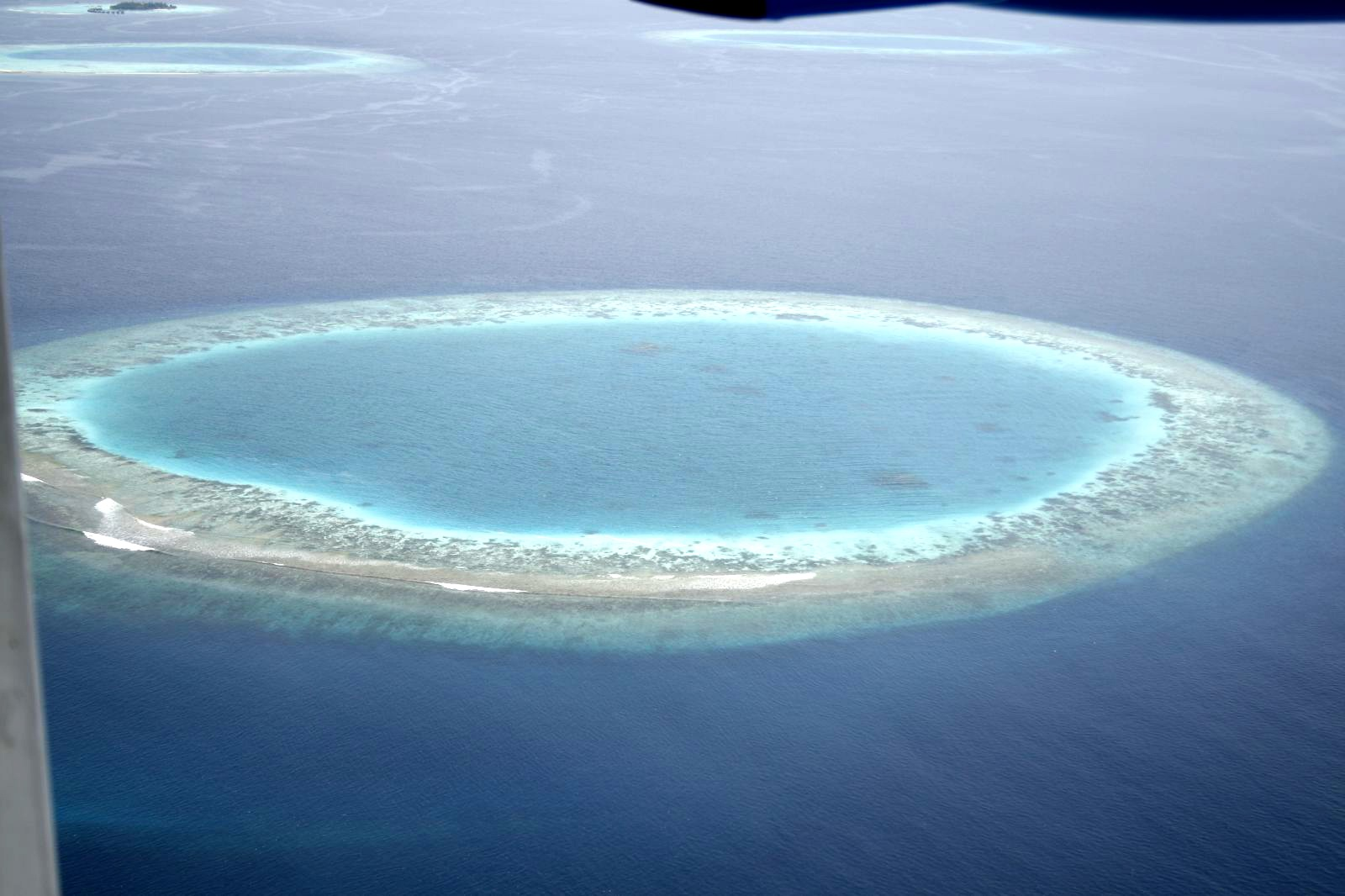
Un pequeño atolón en las Maldivas.

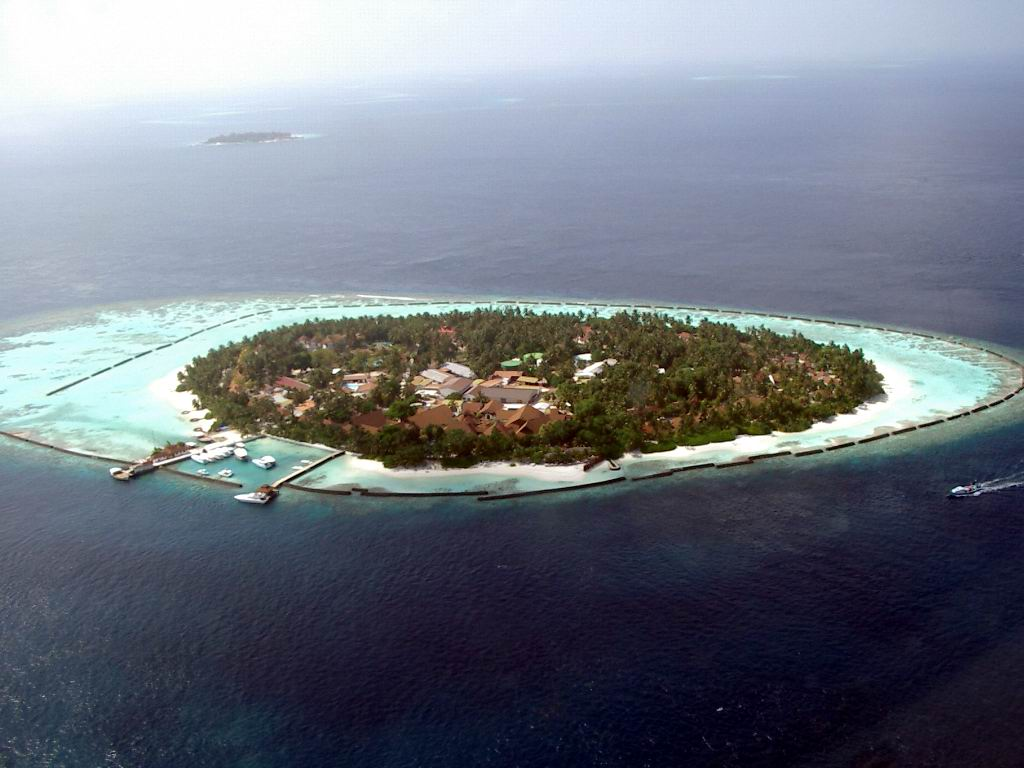
Un cayo habitado en las Maldivas.

Desde que Darwin identificó las tres formaciones clásicas de arrecifes —el arrecife que bordea una isla volcánica, que se convierte en una barrera de coral y luego en un atolón—, los científicos han identificado otros tipos de arrecifes. Si bien algunas fuentes solo encuentran tres, Thomas y Goudie enumeran cuatro «tipos principales de arrecifes de coral a gran escala» —el arrecife costero, el arrecife de barrera, el atolón y el arrecife de mesa (table reef)—, mientras que Spalding et al. enumeran cinco «tipos principales» —el arrecife de borde, el arrecife de barrera, el atolón, el «banco o arrecife de plataforma» y el arrecife de parche (patch reef).
Los tres principales tipos de arrecife de coral son:
- Arrecife bordeante o costero (Fringing reef): este tipo se conecta directamente a una orilla costera, o está separado de ella por un canal o una laguna poco profunda.
- Arrecife de barrera (Barrier reef):un arrecife separado de la costa continental o de una isla por un profundo canal o laguna.
- Arrecife de atolón: un arrecife de barrera, más o menos circular o continuo, que se extiende alrededor de una laguna sin una isla central.

Esquemas de los principales tipos de arrecife
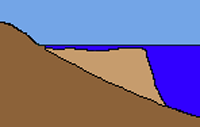
Arrecife costero o bordeante
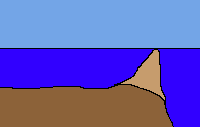
Arrecife de barrera
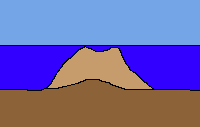
Arrecife de plataforma

Otras variantes o tipos de arrecifes son:
- Arrecife de parche (patch reef): este tipo es una pequeña concentración de arrecife de coral, por lo general dentro de una laguna o ensenada, a menudo circular y rodeada de arena o pasto marino. Los arrecifes de parche son relativamente comunes.
- Arrecife bordeante inclinada[?] (Apron reef): muy semejante a un arrecife bordeante, pero más inclinado, que se extiende hacia fuera y hacia abajo desde algún punto o costa peninsular.
- Arrecife de banco (bank reef): tiene una forma linear o semicircular, más grande que un arrecife de parche.
- Arrecife de cinta (ribbon reef ): un arrecife largo y estrecho, a veces sinuoso, generalmente asociado a una laguna de atolón
- Arrecife de mesa (table reef): un arrecife aislado, acercándose al tipo atolón, pero sin laguna.
- Habili (del árabe "no nacido"): un tipo de arrecife del Mar Rojo que no llega lo suficientemente a la superficie como para causar un oleaje visible, aunque puede ser un peligro para los buques.
- Micro-atolón: ciertas especies de corales forman comunidades llamadas micro-atolones. El crecimiento vertical de micro-atolones está limitado por la altura de la marea media. Mediante el análisis de las morfologías de crecimiento, los micro-atolones ofrecen un registro de baja resolución de los patrones de cambio en el nivel del mar. Micro-atolones fosilizados también pueden ser fechados mediante la datación por radiocarbono. Estos métodos han sido utilizados para reconstruir los niveles del mar del Holoceno.[25]
- Cayos: son pequeñas islas arenosas, de baja altitud, formadas en la superficie de los arrecifes de coral. Material erosionado del arrecife se amontona en ciertas partes del arrecife o de la laguna, formando un área sobre el nivel del mar. Las plantas pueden estabilizar los cayos de manera suficiente, como para convertirlo en un ambiente habitable por los seres humanos. Los cayos ocurren en ambientes tropicales del Pacífico, Atlántico e Índico (incluyendo la Gran Barrera de Coral, el Caribe y la Barrera de Coral de Belice), y proveen tierra habitable y cultivable para cientos de miles de personas.
- Monte submarino o guyot: cuando un arrecife de coral no puede crecer suficientemente para neutralizar el hundimiento de una isla volcánica, se forma un monte submarino o guyot. La parte superior de los montes submarinos es redondeada, y la de los guyots es plana. La forma aplanada de los guyots se debe a los efectos de la erosión por olas, viento, y procesos atmosféricos.

## Zonas

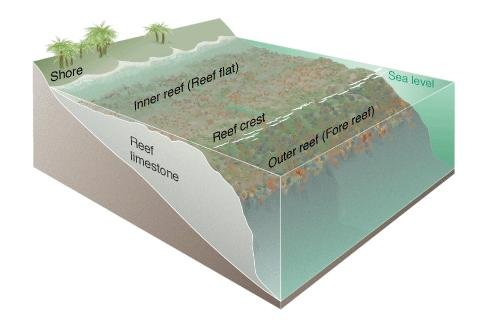
Las tres zonas principales de un arrecife de coral: arrecife frontal (derecha), cresta arrecifal (centro) y arrecife posterior (izquierda).

Los ecosistemas de arrecifes de coral contienen distintas zonas que representan diferentes tipos de hábitats. Por lo general, se distinguen tres zonas mayores: el arrecife frontal, la cresta arrecifal y el arrecife posterior (frecuentemente referido como la laguna de arrecife). Las tres zonas están física y ecológicamente interconectadas. La vida arrecifal y los procesos oceánicos crean oportunidades para el intercambio de agua marina, sedimentos, nutrientes, y vida marina entre las zonas. Por lo tanto, son componentes integrales del ecosistema de los arrecifes de coral, cada uno jugando un papel importante en el sustento de las diversas y abundantes comunidades de peces de los arrecifes.
Alternativamente, Moyle y Cech distinguen seis zonas arrecifales, aunque la mayoría de los arrecifes poseen solo algunas de estas zonas:

El agua en la zona superficial del arrecife a menudo está agitada. Este diagrama representa un arrecife en una plataforma continental. Las olas de agua del lado izquierdo, corren sobre el fondo marino fuera del arrecife (off-reef floor) hasta que encuentran la pendiente del arrecife (reef slope) o arrecife frontal, y luego pasan por la cresta arrecifal. Cuando una onda pasa por una zona poco profunda, se produce asomeramiento. Es decir, se aumenta la altura de las olas y se reduce su velocidad.

- La superficie del arrecife es la parte menos profunda del arrecife, y está sujeta a marejadas y a la subida y caída de mareas. Cuando las olas pasan sobre zonas poco profundas, se produce asomeramiento, como se muestra en el diagrama a la derecha. Esto significa que el agua a menudo está agitada, y estas son, precisamente, las condiciones en las que los corales prosperan. Superficialidad implica que hay un máximo de luz solar para la fotosíntesis de las zooxantelas simbióticas, y agua agitada, que promueve la capacidad de los corales de alimentarse de plancton. Sin embargo, otros organismos deben ser capaces de soportar estas robustas condiciones de vida para poder prosperar en esta zona.
- El fondo marino fuera del arrecife es el fondo del mar, poco profundo, que rodea un arrecife. Suele ser arenoso y a menudo sustenta praderas marinas, que representan importantes zonas de alimentación para los peces del arrecife. Esta zona está asociada con los arrecifes que se encuentran en las plataformas continentales. En contraste, los arrecifes que rodean las islas tropicales y los atolones, bajan de manera abrupta a grandes profundidades y no tienen un fondo marino superficial.
- La pendiente arrecifal es, en sus primeros 50 m, el hábitat para muchos peces de arrecife que encuentran refugio en la pared del acantilado y pueden alimentarse de plancton en las aguas cercanas. Esta zona esta principalmente asociada con los arrecifes que rodean las islas oceánicas y los atolones.
- El frente arrecifal es la zona por encima del fondo marino o de la pendiente arrecifal. "Por lo general es el hábitat más rico. Sus complejos brotes de corales y algas calcáreas ofrecen grietas y hendiduras para protección, y la abundancia de invertebrados y algas epífitas proporcionan una amplia fuente de alimento".[26]
- La llanura arrecifal es la parte plana con fondo arenoso y parches de coral, que a menudo se encuentra detrás del arrecife principal. "La llanura arrecifal puede ser una zona protectora, bordeando una laguna, o puede ser una zona llana, rocosa entre el arrecife y la costa. En el primer caso, el número de especies de peces que viven en esta zona suele ser el más elevado de toda las zonas arrecifales".[26]
- La laguna arrecifal - "muchos arrecifes de coral encierran un área, creando una laguna con agua tranquila, que normalmente contiene pequeños parches de arrecife".[26]

Sin embargo, la «topografía de los arrecifes de coral está cambiando constantemente. Cada arrecife se compone de parches irregulares de algas, invertebrados sésiles, rocas y arena. El tamaño, la forma, y la abundancia relativa de estos parches, cambian de año en año, en respuesta a los diversos factores que favorecen un tipo de parche sobre otro. El crecimiento del coral, por ejemplo, produce cambios constantes en la estructura fina de los arrecifes. A una escala mayor, las tormentas tropicales pueden eliminar grandes secciones de arrecife y causar el desplazamiento de rocas sobre el fondo arenoso.»

## Distribución geográfica

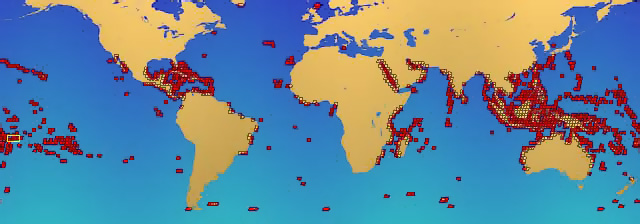
Distribución de los arrecifes coralinos.

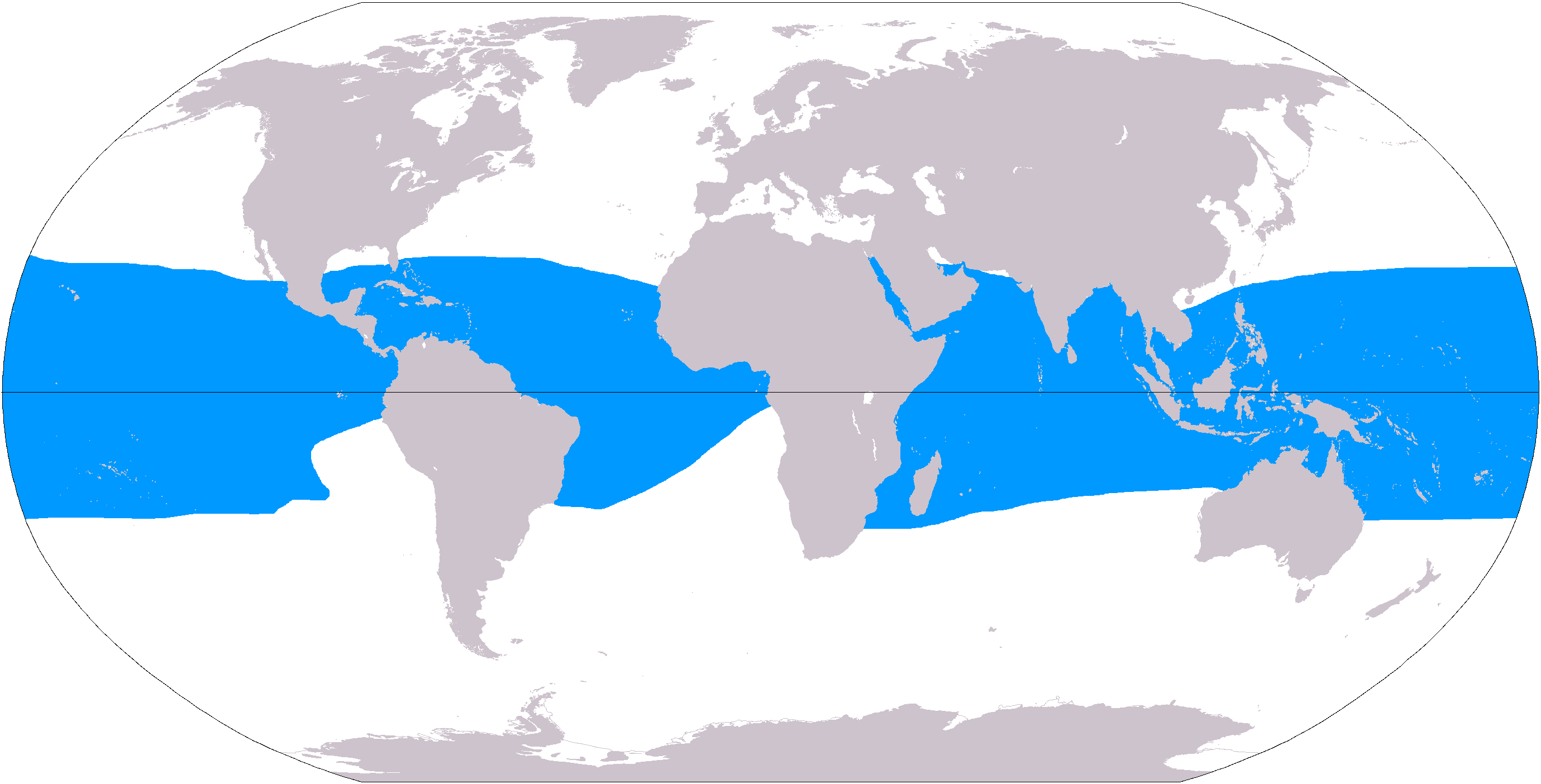
Límite para las isotermas de 20 °C. La mayoría de los corales viven dentro de este límite. Nótense las aguas más frías causadas por surgencias en la costa suroeste de África y la costa de Perú.

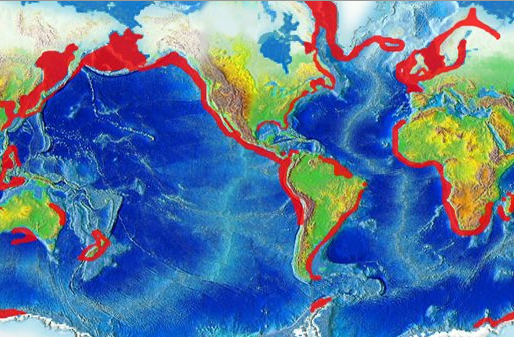
Este mapa muestra las áreas de surgencia en rojo. Los arrecifes de coral no se encuentran en las zonas costeras donde se producen surgencias frías y ricas en nutrientes.

Los arrecifes de coral cubren una superficie de aproximadamente 284.300 km², es decir, un poco menos del 0,1 % de la superficie de los océanos. La región del Indo-Pacífico (incluyendo el mar Rojo, el océano Índico, el Sudeste Asiático y el Pacífico) representa el 91,9 % de este total. El sudeste asiático representa el 32,3 % de esta cifra, mientras que el Pacífico incluyendo Australia representa el 40,8 %. Los arrecifes de coral de la región del Atlántico y del Caribe representan el 7,6 % del total.
Aunque los corales pueden vivir, tanto en aguas templadas, como tropicales, los arrecifes de aguas someras (aguas poco profundas) se desarrollan únicamente en una zona que se extiende desde 30°N y 30°S del ecuador terrestre. Como norma general, los corales hermatípicos no crecen a profundidades de más de 50 m. La temperatura óptima para la mayoría de los arrecifes de coral es 26-27 °C, y pocos arrecifes existen en aguas con temperaturas debajo de 18 °C. Sin embargo, los arrecifes del golfo Pérsico lograron adaptarse a temperaturas de 13 °C en invierno y 38 °C en verano.
Los corales de aguas profundas, como Lophelia pertusa, pueden existir hasta a 3.600 metros de profundidad, en temperaturas más frías, entre 1.11 y 25.28 °C, y en latitudes mucho más elevadas, tan al norte como hasta Noruega. Aunque los corales de aguas profundas pueden formar arrecifes, se sabe muy poco acerca de ellos.
Los arrecifes de coral son raros a lo largo de las costas occidentales de América y África (Arrecifes de coral africanos). Esto se debe principalmente a la surgencia y las fuertes corrientes costeras frías, que reducen las temperaturas del agua en estas zonas (las corrientes de Perú, Benguela y Canarias, respectivamente). Los corales rara vez ocurren a lo largo de la costa del Sur de Asia, desde el extremo oriental de la India (Madras) hasta las fronteras de Bangladés y Birmania. También son raros a lo largo de la costa noreste de América del Sur y la costa de Bangladés, debido al drenaje de agua dulce de los ríos Amazonas y Ganges, respectivamente.
Entre las principales concentraciones de arrecifes de coral se distinguen las siguientes:
- La Gran Barrera de Coral, que comprende más de 2900 arrecifes individuales y 900 islas, se extiende sobre más de 2600 km a lo largo de la costa de Queensland en Australia.
- El arrecife Mesoamericano, se extiende sobre 1000 km a lo largo de la costa caribeña desde la Isla Contoy en la Península de Yucatán hasta las Islas de la Bahía en Honduras.[34]
- Lagunas de Nueva Caledonia-la segunda barrera coralina doble más grande, con una longitud de 1500 km.
- La barrera de coral de Andros — el tercero más grande, siguiendo la costa este de la isla de Andros entre Andros y Nasáu
- El mar Rojo — incluye arrecifes bordeantes con una edad de 6000 años, que se extienden a lo largo del litoral sobre una distancia de 2000 km.
- Numerosos arrecifes dispersos en las Maldivas
- El Triángulo de coral — incluso los arrecifes de las islas de Raja Ampat en Papúa Occidental, Indonesia — en el Sudeste Asiático, el conjunto de arrecifes de coral con más biodiversidad y más especies de coral (más de 500).[35]
- El arrecife de Pulley Ridge en Florida — el arrecife de coral fotosintético más profundo.

## Biología

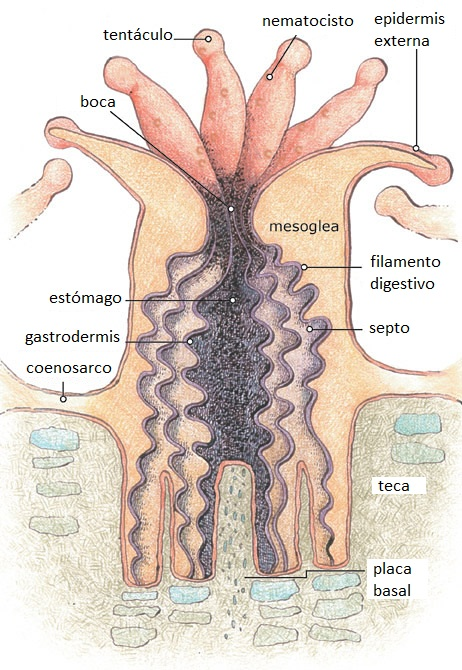
Anatomía de un pólipo de coral.

Los corales hermatípicos vivos son pequeños animales que construyen esqueletos de carbonato de calcio. Es un error pensar que los corales son plantas o rocas. Cabezales, o colonias, de coral se componen de concentraciones de animales individuales, llamados pólipos, dispuestas en diversas formas. El tamaño de los pólipos puede variar desde una cabeza de alfiler hasta un diámetro de 30 cm, aunque generalmente, la inmensa mayoría de los pólipos coralinos mide entre 2 y 10 mm de diámetro.
Los corales constructores de arrecifes, o corales hermatípicos, solo viven en la zona fótica (por encima de 50 m de profundidad), la profundidad marina en la que penetra suficiente luz solar para permitir la fotosíntesis. Los pólipos de coral mismos no realizan la fotosíntesis, pero tienen una relación simbiótica con las zooxantelas; estos son organismos que viven dentro de los tejidos de los pólipos y que proporcionan los nutrientes orgánicos que alimentan al pólipo. Debido a esta relación, los arrecifes de coral crecen mucho más rápido en agua clara, que admite más luz solar. Sin sus simbiontes, el crecimiento del coral sería demasiado lento para poder formar estructuras arrecifales significativas. Los corales obtienen hasta un 90 % de sus nutrientes de sus simbiontes.
Los arrecifes crecen cuando pólipos y otros microorganismos depositan carbonato de calcio, en la base del coral, como una estructura ósea debajo y alrededor de sí mismos, expandiendo el cabezal coralino hacia arriba y hacia fuera. Las olas, peces herbívoros (por ejemplo, peces loro), erizos de mar, esponjas de mar, y otras fuerzas y organismos actúan como bioerosionadores, rompiendo los esqueletos coralinos en fragmentos que se depositan en la estructura del arrecife o forman fondos arenosos en las lagunas arrecifales. De la misma manera, muchos otros organismos que viven en la comunidad arrecifal también contribuyen con carbonato de calcio de sus esqueletos. Las algas coralinas son contribuyentes importantes a la estructura del arrecife, en las partes donde los arrecifes son sometidos al mayor impacto de la olas (como el frente arrecifal, que hace frente al mar abierto). Estas algas fortalecen la estructura del arrecife mediante el depósito de capas de caliza sobre la superficie del arrecife.

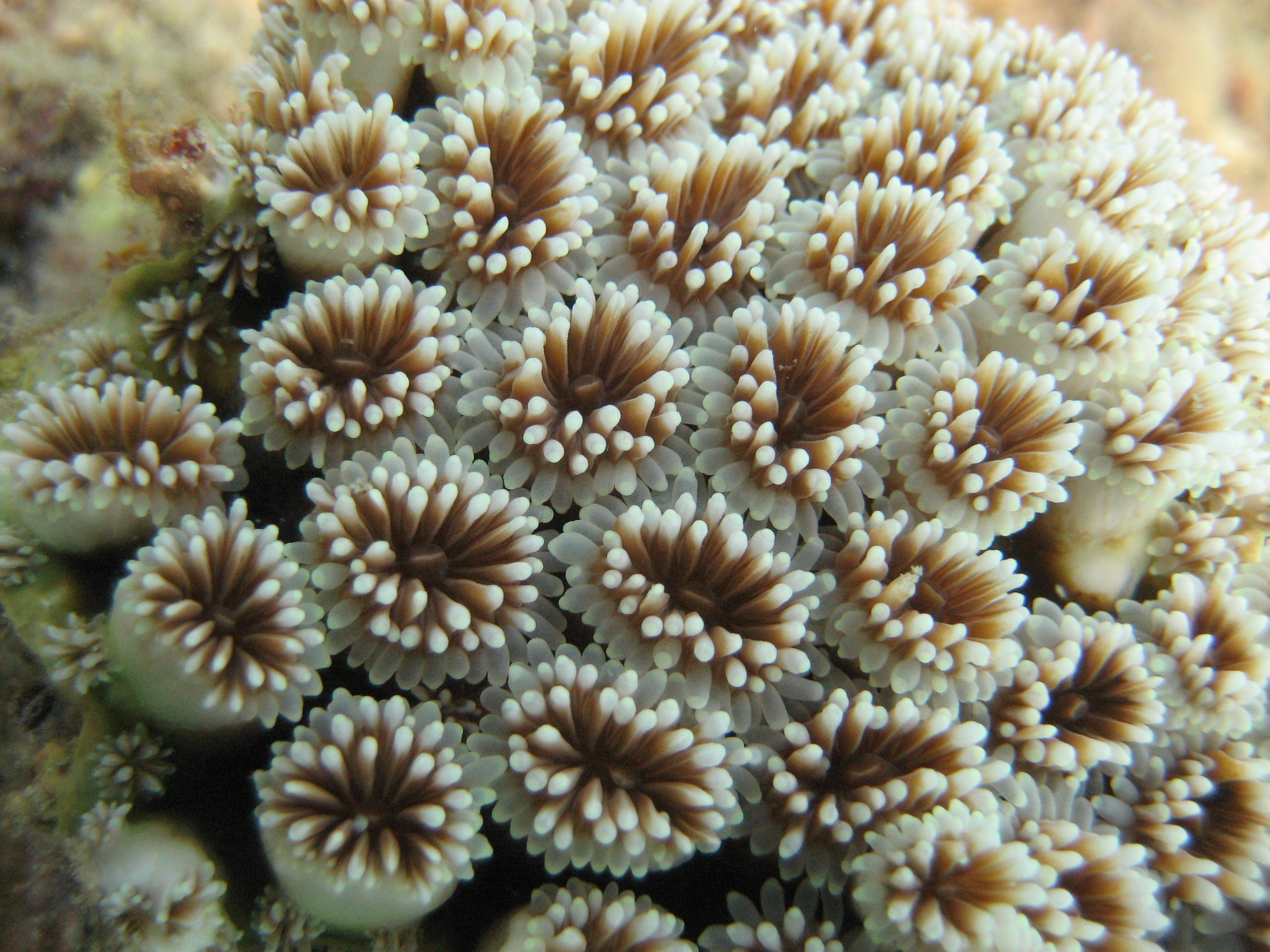
Primer plano de pólipos de coral agitando sus tentáculos. Puede haber miles de pólipos en una sola rama de coral.

Los corales se reproducen tanto sexual como asexualmente. Un pólipo individual utiliza ambos modos de reproducción durante su vida. Los corales se reproducen sexualmente ya sea por fertilización interna o externa. Las células reproductoras se encuentran en las membranas mesenterias que irradian hacia el interior desde la capa de tejido que recubre la cavidad estomacal. Algunos corales adultos son hermafroditas, mientras que otros son dioicos, exclusivamente masculinos o femeninos. Algunas especies cambian de sexo a medida que crecen.
Los huevos que son fertilizados internamente, se desarrollan en el pólipo durante un período, que puede variar de algunos días hasta varias semanas. El desarrollo posterior produce una pequeña larva, conocida como plánula. Huevos que son fertilizados externamente se desarrollan durante el desove sincronizado. Los pólipos liberan simultáneamente grandes cantidades de huevos y esperma en el agua, que se dispersan sobre un área grande. El momento de la reproducción depende de la época del año, la temperatura del agua, los ciclos lunares y la marea. El desove es más exitoso cuando hay poca variación entre marea alta y baja. Cuanto menos movimiento del agua, mejor es la probabilidad de fertilización. Por lo general, la liberación de los huevos o de las plánulas ocurre por la noche, y puede coincidir con el ciclo lunar (de tres a seis días después de la luna llena). El período entre la liberación hasta la fijación solo dura unos pocos días, pero algunos plánulas pueden sobrevivir, flotando, durante varias semanas. Son vulnerables a las condiciones del medio ambiente y a la depredación. Las pocas plánulas afortunadas que logran fijarse en algún sustrato, luego tienen que enfrentar la competencia por alimentos y espacio.

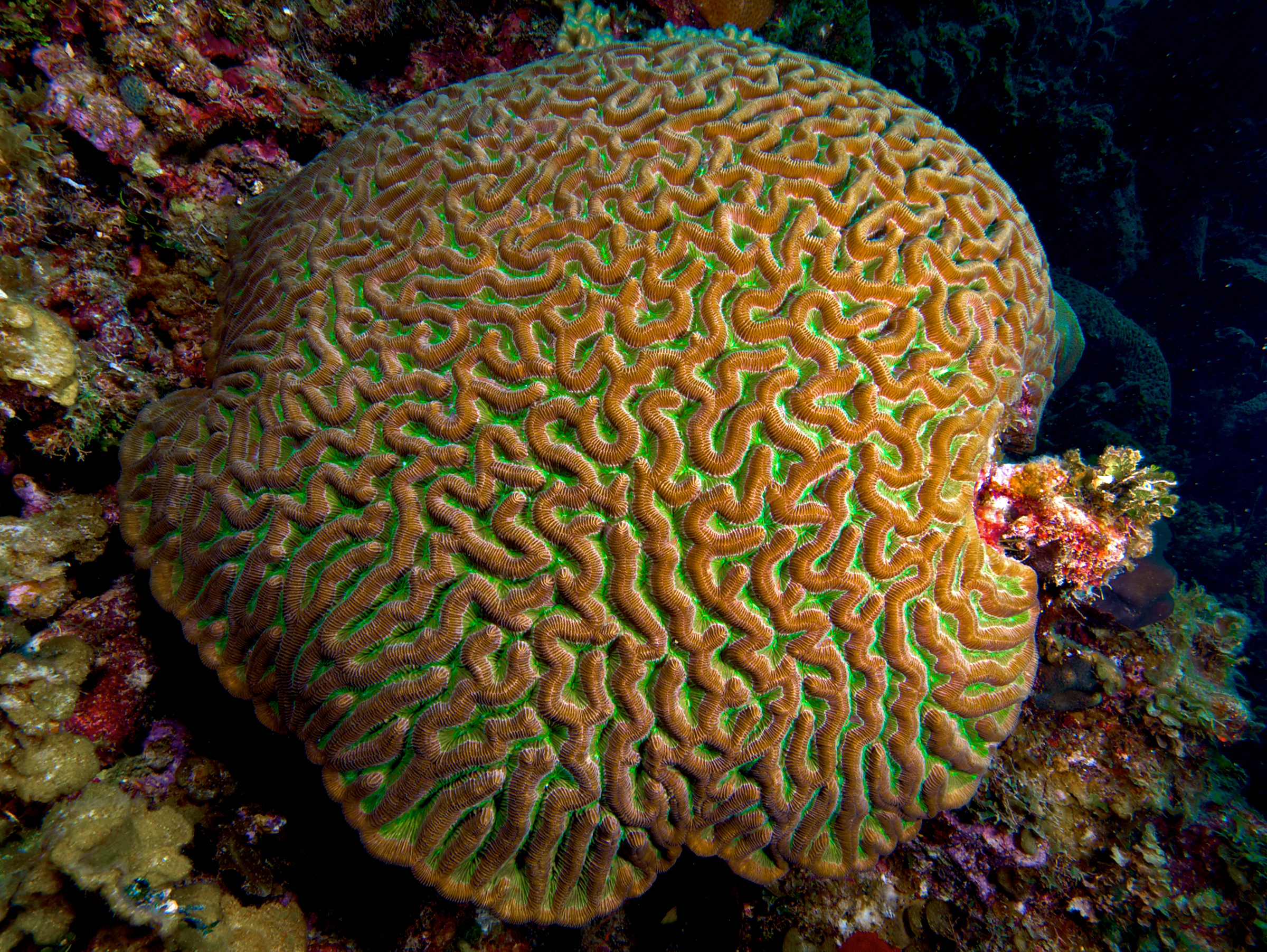
Colpophyllia natans o coral cerebro
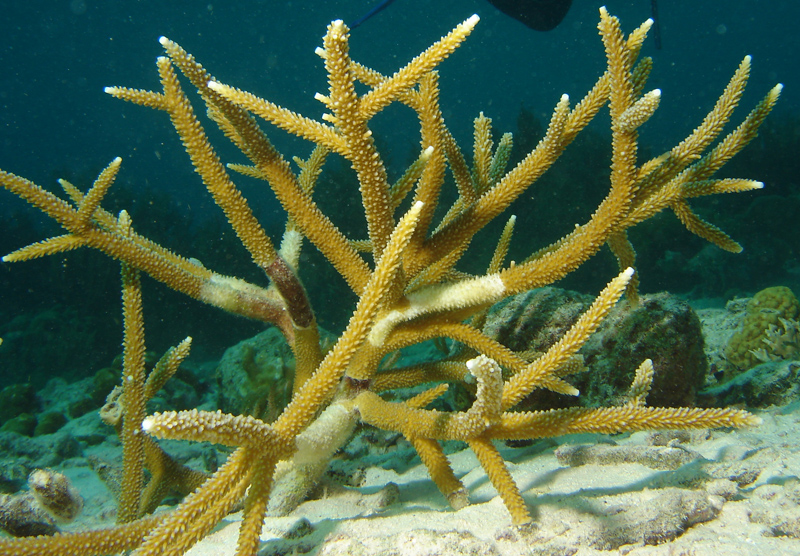
Acropora cervicornis o coral duro cuerno de ciervo
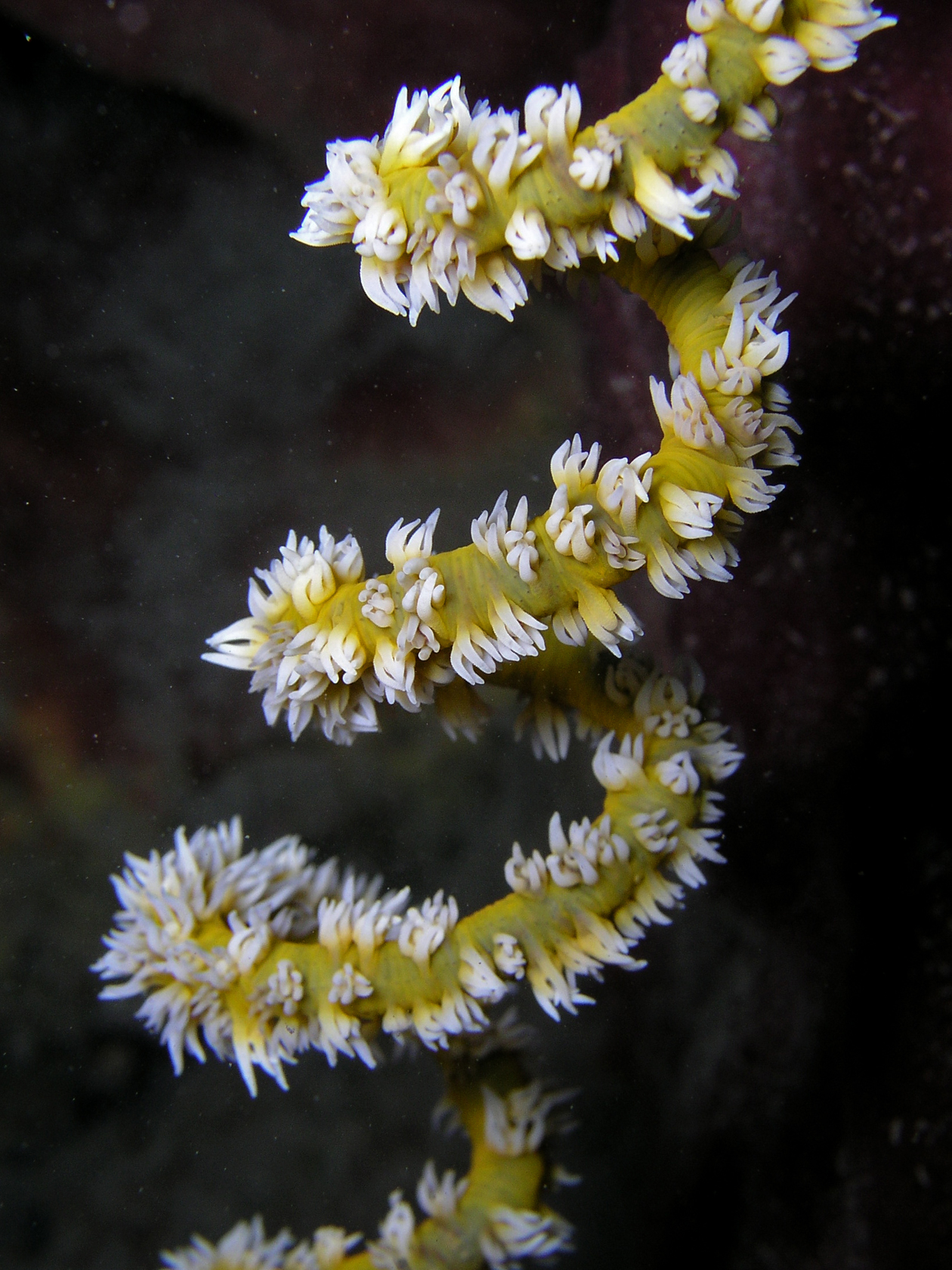
Cirripathes o coral alambre
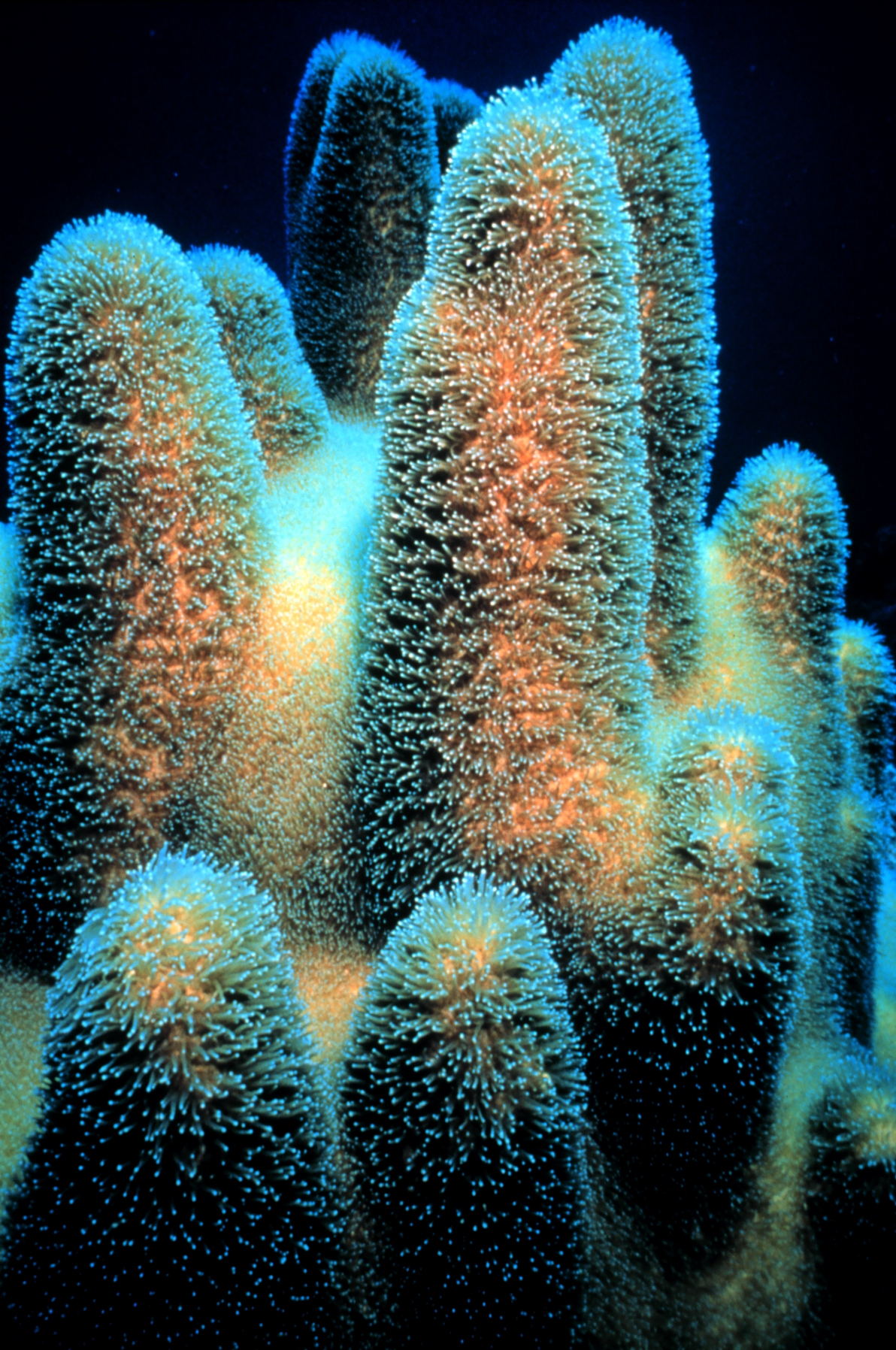
Dendrogyra cylindrus o coral duro pilar

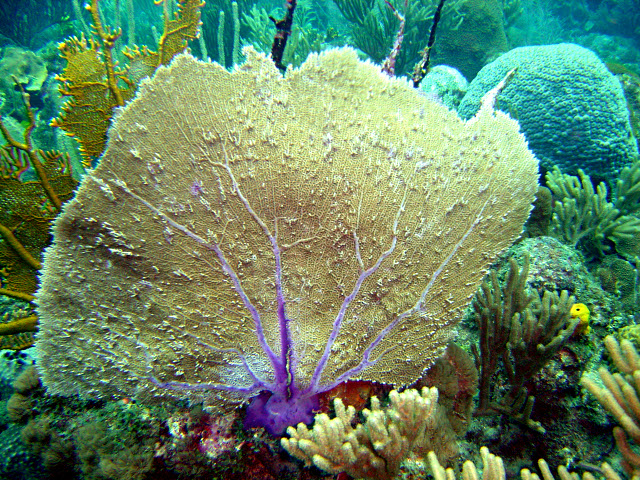
Gorgonia flabellum o gorgonia de Venus.
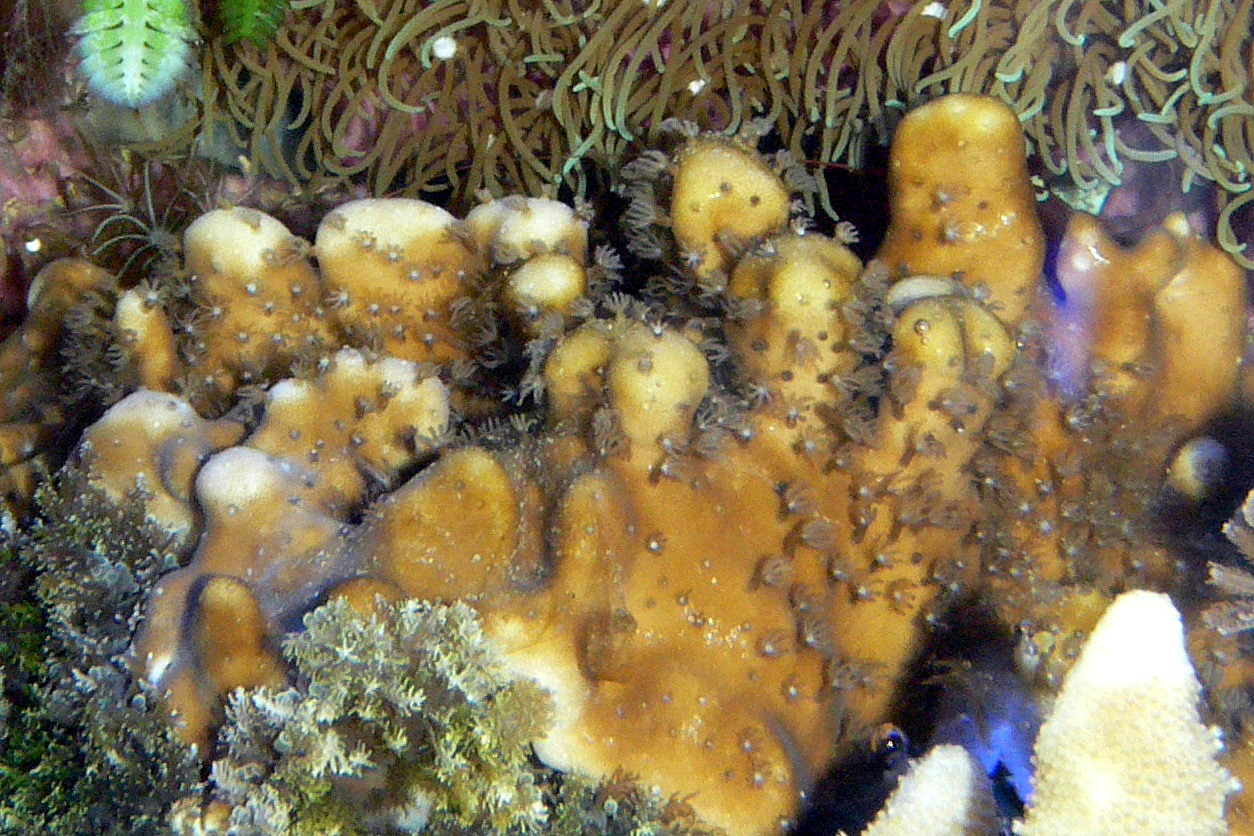
Heliopora coerulea o coral azul.
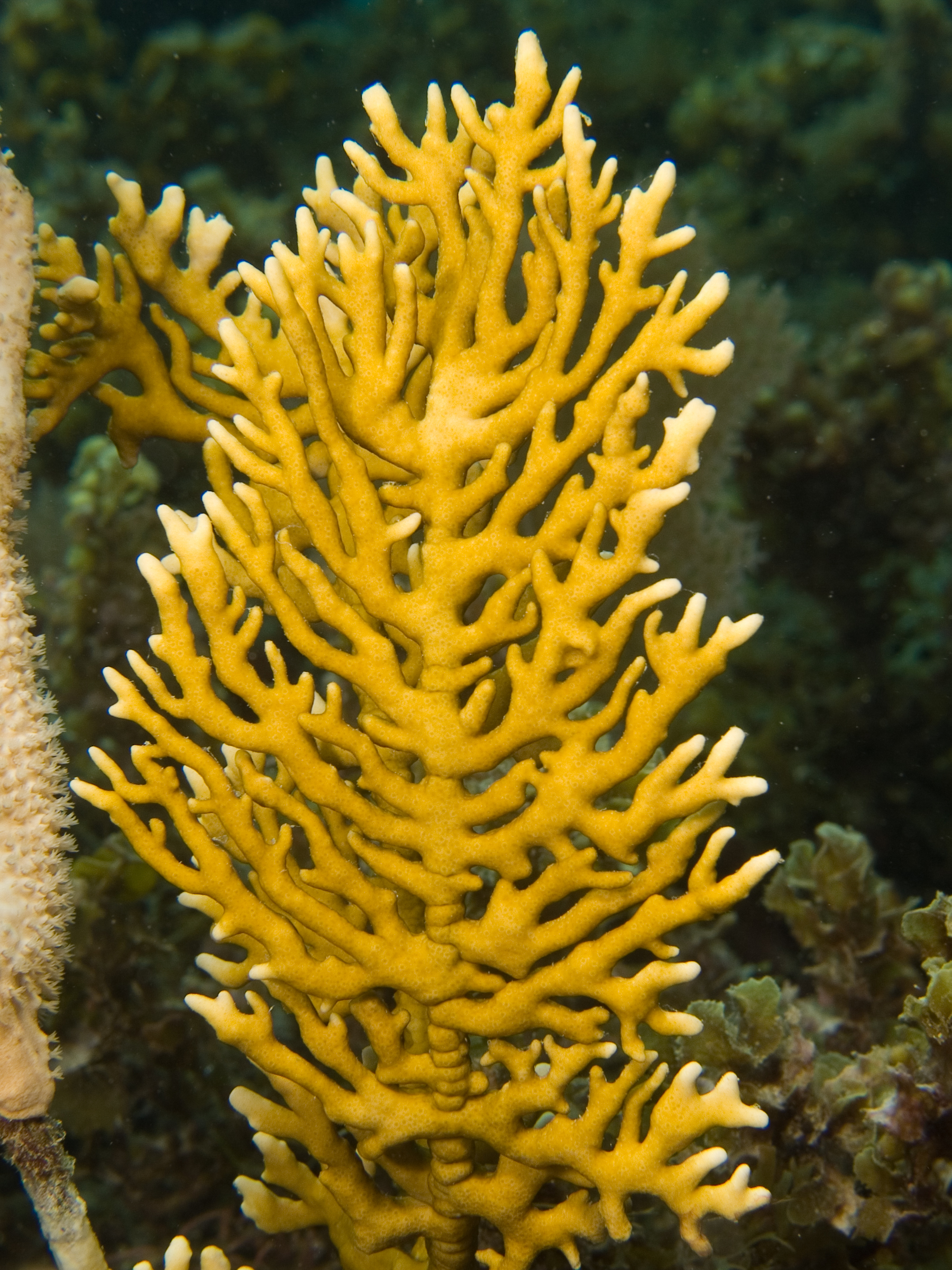
Millepora alcicornis o coral de fuego.
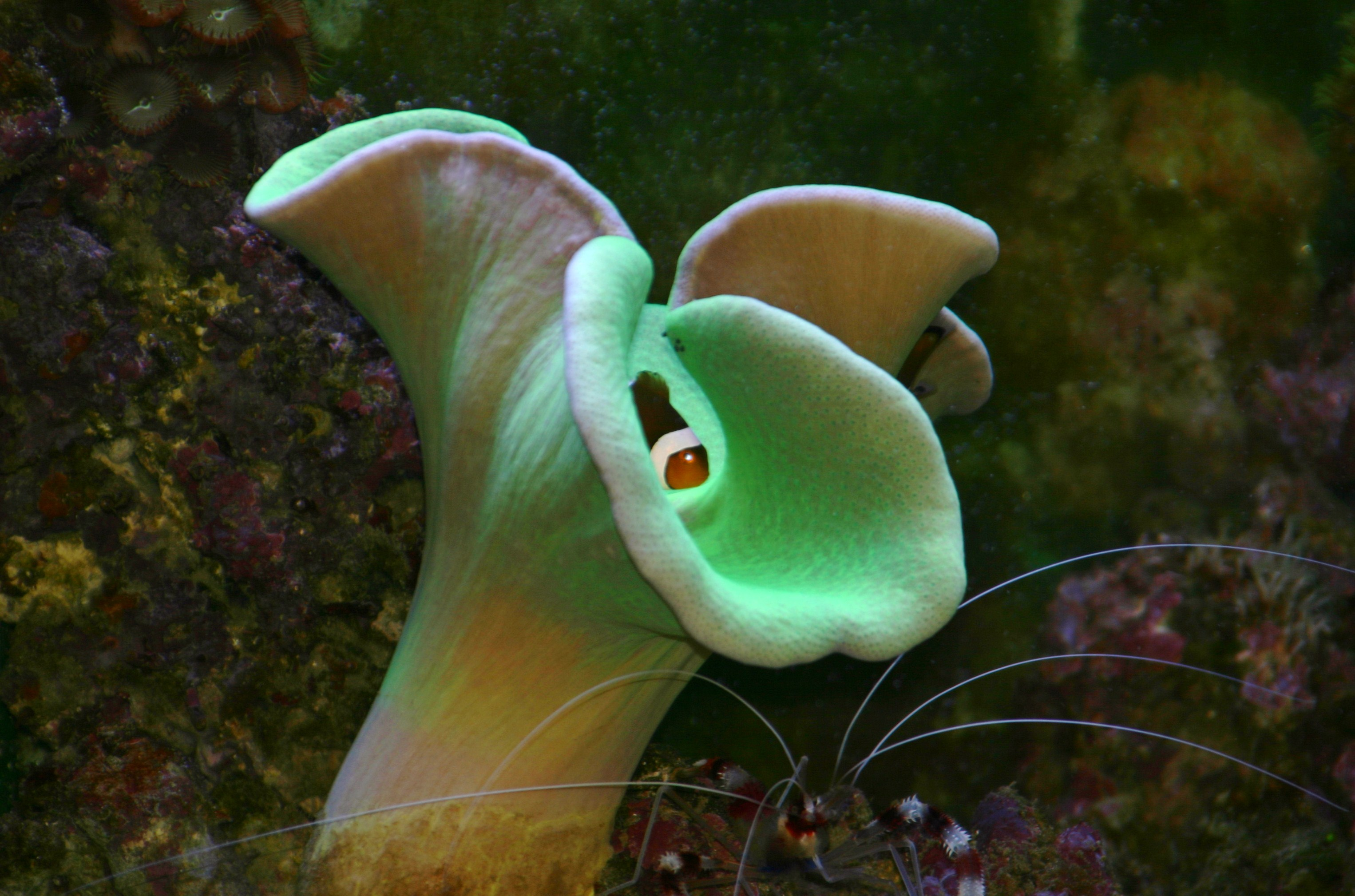
Sarcophyton o coral cuero con pólipos retraidos.

## Paradoja de Darwin
Durante su viaje en el Beagle, Darwin describió los arrecifes de coral tropicales como oasis en el desierto del océano. Reflexionó sobre la paradoja de que los arrecifes de coral, que están entre los ecosistemas más ricos y biodiversos de la tierra, florecen a pesar de encontrarse rodeados por aguas oceánicas tropicales que apenas proporcionan nutrientes.[cita requerida]
Los arrecifes de coral cubren menos del 0,1 % de la superficie de los océanos del mundo, sin embargo, sustentan a más de una cuarta parte de todas las especies marinas. Esta gran diversidad resulta en complejas cadenas alimentarias, en las que los grandes peces depredadores comen los pequeños peces forrajeros, que, a su vez, comen los aún más pequeños organismos del zooplancton, y así sucesivamente. Sin embargo, todas las redes alimentarias eventualmente dependen de plantas, que son los productores primarios. La productividad primaria de los arrecifes de coral es muy alta, produciendo por lo general una biomasa de 5–10 g·cm−2·día−1.
Una razón para la inusual claridad de las aguas tropicales es que son deficientes en nutrientes y en plancton. Además, como el sol brilla todo el año en las zonas tropicales, la capa superficial del agua se calienta, haciéndola menos densa que las capas inferiores 
El agua más caliente está separada del agua más profunda y más fría, por una termoclina estable, donde la temperatura hace un cambio rápido. Esto mantiene las aguas cálidas en la superficie, flotando sobre las aguas frías más profundas, sin mezclarse. En la mayor parte del océano, hay poco intercambio entre estas capas. Los organismos que mueren en ambientes acuáticos generalmente se hunden hasta el fondo, donde se descomponen, lo que libera los nutrientes en forma de nitrógeno (N), fósforo (P) y potasio (K). Estos nutrientes son necesarios para el crecimiento de las plantas, pero en los trópicos, no se devuelven directamente a la superficie.
Las plantas forman la base de la cadena alimentaria y necesitan luz solar y nutrientes para crecer. En el océano, estas plantas se componen principalmente de fitoplancton microscópico que deriva en la columna de agua. Necesitan la luz del sol para la fotosíntesis, que genera la fijación de carbono, y por consiguiente solo se encuentran relativamente cerca de la superficie. Pero también necesitan nutrientes. El fitoplancton rápidamente utiliza los nutrientes disponibles en las aguas superficiales, y, en los trópicos, estos nutrientes no suelen ser reemplazados debido a la termoclina.

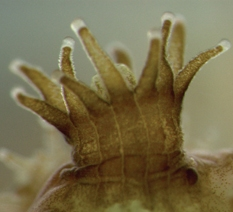
Zooxantelas en pólipo de Porites astreoides

En cambio, alrededor de los arrecifes de coral, las lagunas se rellenan con material erosionado del arrecife y de la isla. Se convierten en refugios para la vida marina, proporcionando protección contra las olas y las tormentas.
Más importante aún, los arrecifes reciclan nutrientes, lo que sucede a una escala mucho menor en el océano abierto. En los arrecifes de coral y en las lagunas, los productores primarios incluyen fitoplancton, así como algas coralinas y algas marinas, incluso tipos especialmente pequeñas llamadas algas césped, que pasan nutrientes a los corales. El fitoplancton es comido por peces y crustáceos, que también pasan los nutrientes a lo largo de la cadena alimentaria. En general, el reciclaje garantiza que se necesita de menos nutrientes para sustentar la comunidad.
Los arrecifes coralinos sustentan muchas relaciones simbióticas. Las zooxantelas en particular, proporcionan energía al coral en la forma de glucosa, glicerol y aminoácidos. Las zooxantelas pueden proporcionar hasta el 90 % de las necesidades energéticas de los corales. A cambio, como un ejemplo de mutualismo, los corales dan protección a las zooxantelas, que tienen un promedio de un millón por cada centímetro cúbico de coral, y proporcionan un suministro constante de dióxido de carbono, que las zooxantelas necesitan para la fotosíntesis.

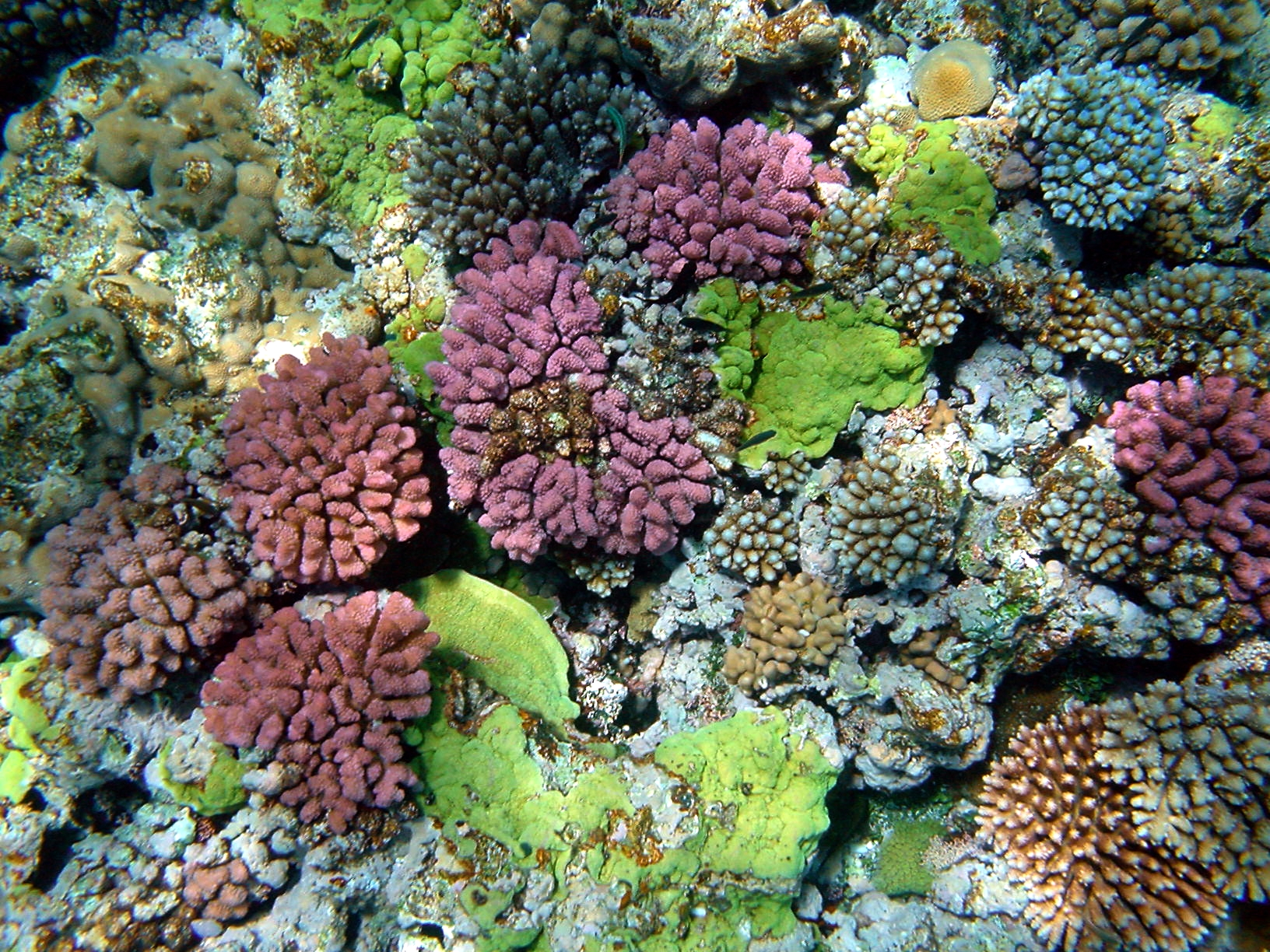
El color de los corales depende de la combinación de tonos de marrón proporcionados por sus zooxantelas y las proteínas pigmentadas (rojos, azules, verdes, etc) producidas por los propios corales.

Los corales también absorben nutrientes, incluyendo nitrógeno inorgánico y fósforo, directamente del agua. Muchos corales extienden sus tentáculos por la noche para atrapar zooplancton que pasa cuando el agua está agitada. El zooplancton proporciona nitrógeno al pólipo, y este comparte una porción del nitrógeno con las zooxantelas, que también requieren de este elemento.
Los diferentes pigmentos en distintas especies de zooxantelas les dan una apariencia general de color marrón o dorado, y transmiten sus colores a los corales marrones. Otros pigmentos como rojo, azul, verde, etc, provienen de las proteínas coloreadas producidos por los propios corales. El coral que pierde una gran parte de las zooxantelas, debido al aumento de la temperatura del agua, por ejemplo, se vuelve blanco (o, a veces muestra tonos de pastel en los corales que son ricamente pigmentados con sus propias proteínas de colores), y este hecho es referido como blanqueo, una condición que, si no es remediada, puede matar al coral.
Las esponjas, que habitan en las grietas de los arrecifes de coral, son otra clave para explicar la paradoja de Darwin. Son eficientes filtradores, y en el Mar Rojo por ejemplo, consumen alrededor del 60 % del fitoplancton que pasa a la deriva. Eventualmente, las esponjas excretan nutrientes en una forma que los corales pueden consumir.

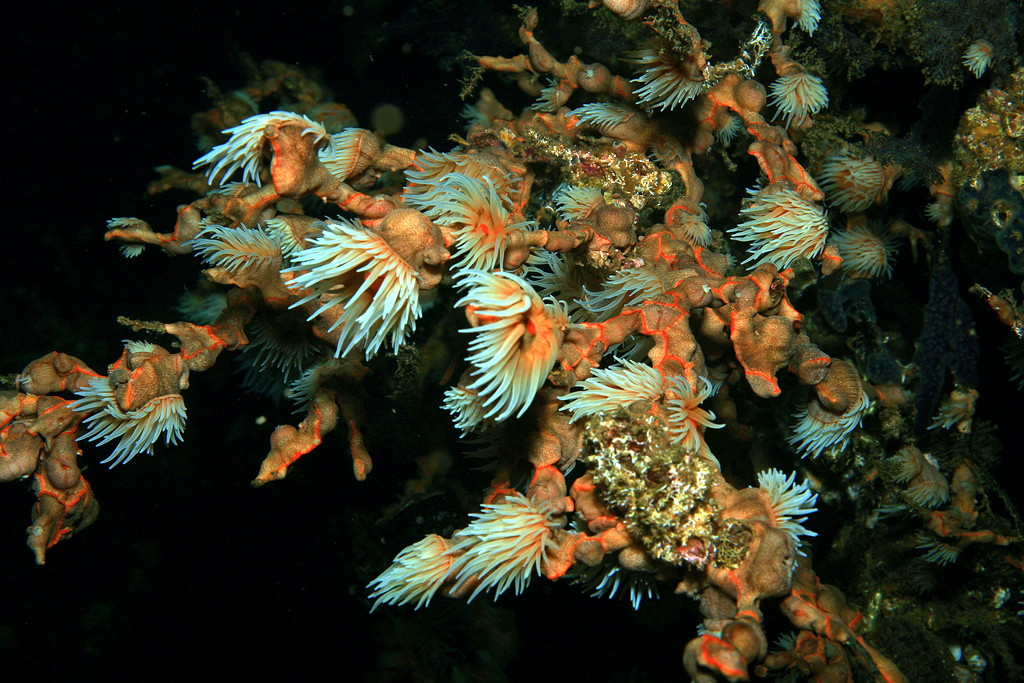
La mayoría de los pólipos de coral se alimentan durante la noche. Aquí, en la oscuridad, los pólipos extienden sus tentáculos para alimentarse de zooplancton.

La rugosidad de las superficies del coral es la clave para su supervivencia en aguas agitadas. Normalmente, una capa delimitante de agua quieta rodea un objeto sumergido y actúa como una barrera. Las olas que rompen contra los bordes extremadamente rugosos de los corales, interrumpen la capa delimitante, lo que permite a los corales acceder a los nutrientes que pasan. Por lo tanto, aguas turbulentas promueven el crecimiento y la ramificación del arrecife. Sin los beneficios nutricionales presentados por las superficies rugosas de los corales, incluso un reciclaje muy eficiente dejaría los corales con deficiencias nutricionales.
Las cianobacterias proporcionan nitratos solubles al arrecife, por medio de la fijación de nitrógeno.
A menudo, los arrecifes de coral de las plataformas continentales, dependen también de hábitats circundantes para sus nutrientes, tales como praderas marinas y manglares. Estos proveen materiales ricos en nitrógeno, como plantas y animales muertos, y sirven también para alimentar a los peces y otros animales del arrecife mediante el suministro de madera y vegetación. Los arrecifes, por su lado, protegen los manglares y pastos marinos de las olas, y producen sedimento en el que los manglares y pastos marinos puede arraigar.

## Biodiversidad

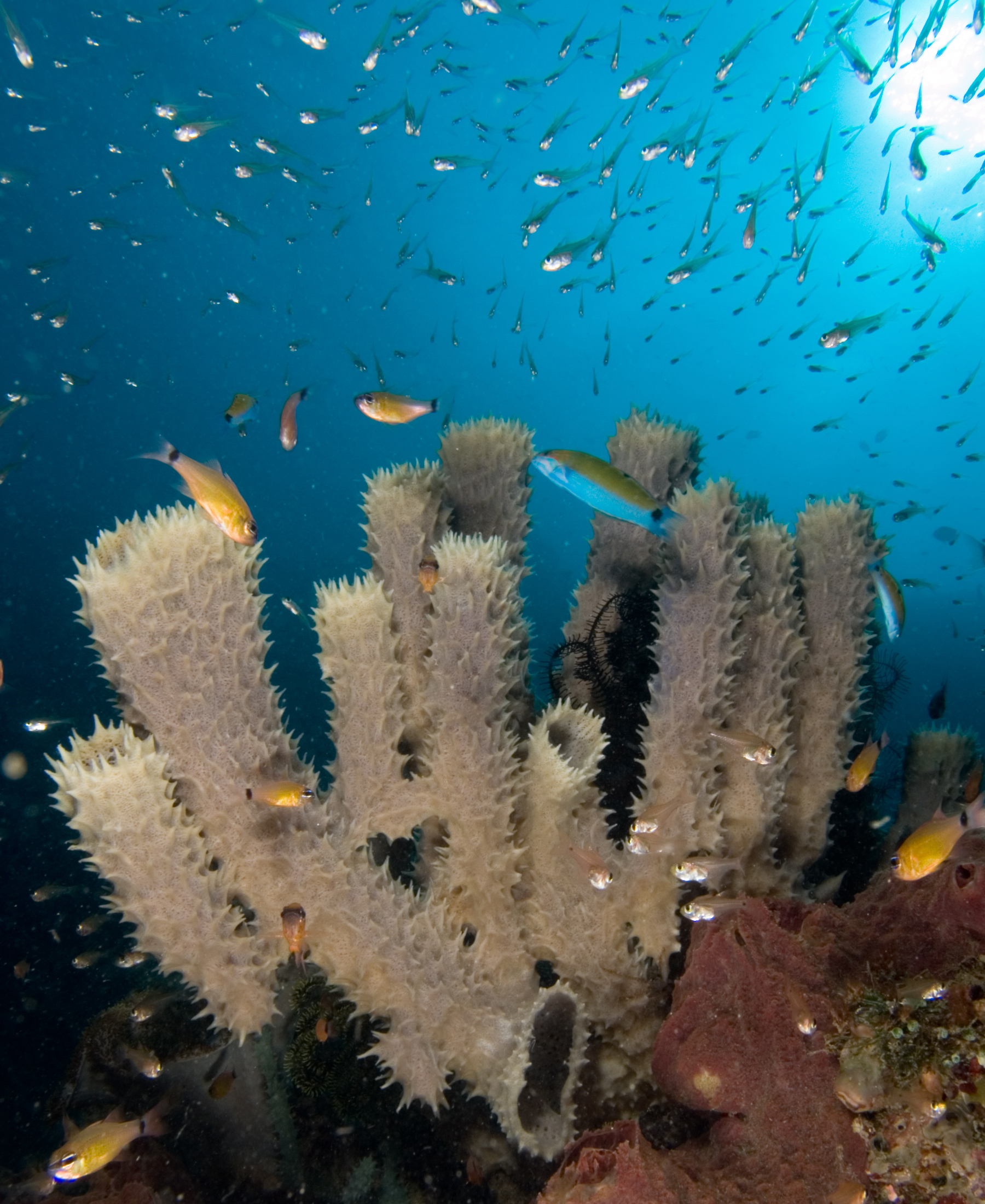
Esponjas de tubo del género Callyspongia atrayendo apogónidos, peces de cristal asiáticos y lábridos.

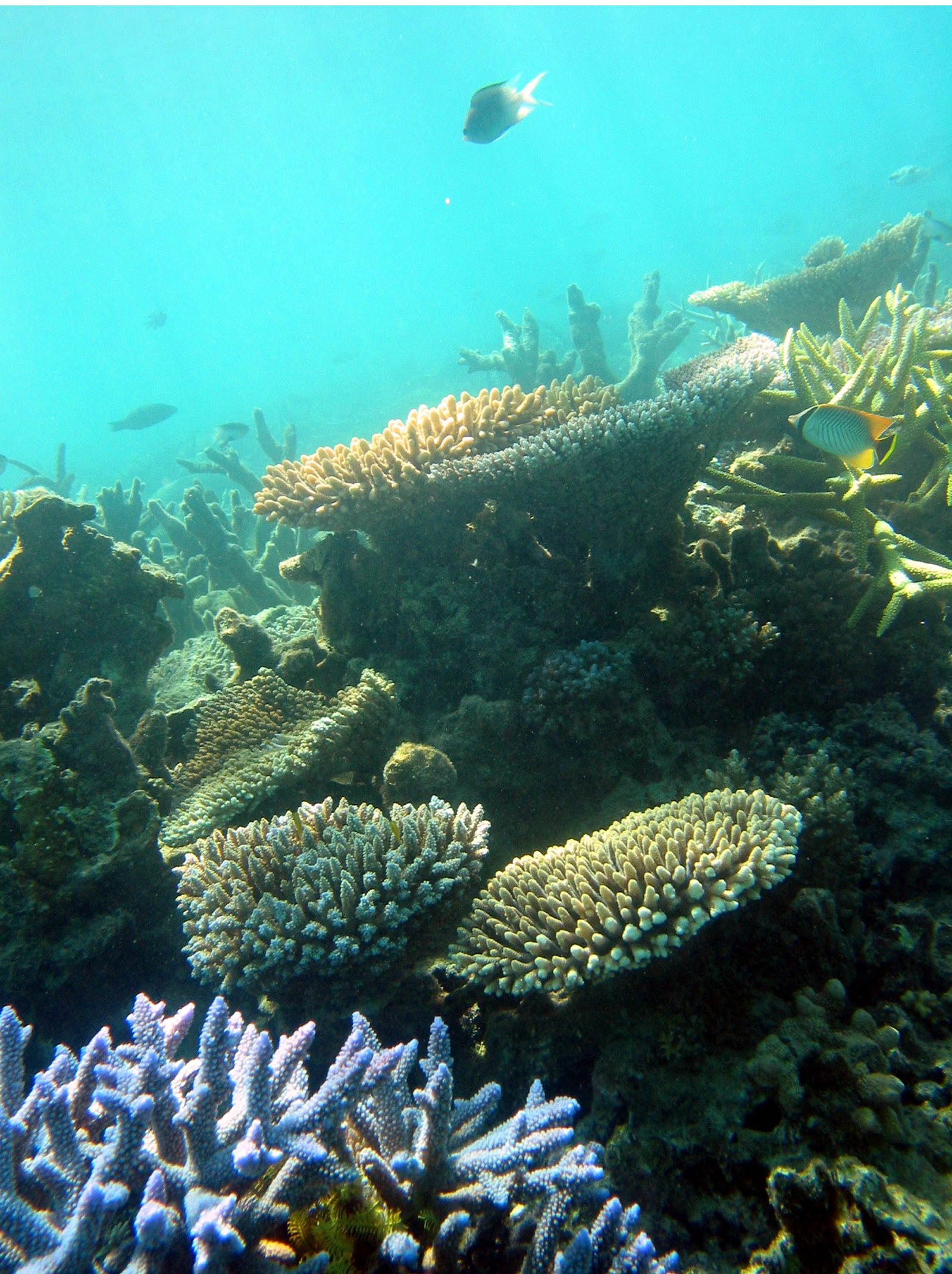
Diversos organismos pueden cubrir cada centímetro cuadrado de un arrecife de coral.

Los arrecifes de coral forman uno de los ecosistemas más productivos del mundo, proporcionando hábitats marinos complejos y variados, que sustentan una amplia gama de otros organismos. Arrecifes bordeantes justo debajo del nivel de bajamar también tienen una relación mutuamente beneficiosa con manglares a nivel de la marea alta, y las praderas marinas entremedio: los arrecifes protegen los manglares y praderas marinas de olas y fuertes corrientes, que podrían dañarlos o erosionar los sedimentos en los que están arraigadas, en tanto que los manglares y pastos marinos protegen al coral de una afluencia desmesurada de sedimentos, agua dulce y contaminantes. Este nivel adicional de variedad en el medio ambiente es beneficioso para muchos tipos de animales de los arrecifes, que pueden alimentarse en las praderas del mar y utilizar los arrecifes para protección y procreación.
Los arrecifes coralinos son el hogar de una gran variedad de organismos, incluyendo peces, aves, esponjas, cnidarios (que incluye los corales y medusas), gusanos, crustáceos (incluyendo camarón, palemónidos, langostas y cangrejos), moluscos (incluyendo cefalópodos), equinodermos (incluyendo estrella de mar, erizos y pepinos de mar), ascidias, tortugas marinas y serpiente de mar. Sin contar el ser humano, los mamíferos son raros en los arrecifes de coral, siendo la principal excepción las visitas de cetáceos como los delfínes. 
Algunas especies se alimentan directamente de los corales, mientras que otros se alimentan de las algas del arrecife. La biomasa del arrecife está positivamente relacionada con la diversidad de especies.
Regularmente, los mismos escondites en un arrecife pueden ser habitados por diferentes especies en diferentes momentos del día. Depredadores nocturnos, tales como apogónidos y candiles se esconden durante el día, mientras que damiselas, acantúridos, ballestas, lábridos y peces loro se esconden de anguiliformes y tiburones por la noche.: 49 

### Corales
Existen varios tipos de corales: los corales blandos o corales ahermatípicos y los corales duros, mejor conocidos como pétreos o corales hermatípicos. En los arrecifes del Indo-Pacífico se han identificado hasta 750 especies, mientras que en el Atlántico hay alrededor de 146 especies y en el Caribe se han descrito 60 especies de corales pétreos.[cita requerida] 
En la subclase Zoantharia o Hexacorallia, y en el orden Scleractinia, se encuentran los arquitectos del suelo marino, formadores de los arrecifes, los corales hermatípicos. Asociados a estos, se encuentran corales blandos (orden Alcyonaria) o córneos (subclase Octocorallia) y el coral de fuego, Millepora alcicornis, de la clase Hydrozoa.[cita requerida]

### Algas
Los arrecifes corren un riesgo constante de sobrepoblación de algas. La sobrepesca y la afluencia excesiva de nutrientes provenientes de la costa y del interior, pueden causar una sobrepoblación de algas que puede resultar en la muerte de los corales. Estudios realizados en torno a islas del Pacífico de los Estados Unidos -en gran parte deshabitadas- comprobaron que las algas viven en un gran porcentaje de las localidades de coral investigadas. La población de algas se compone de clorófitos, algas coralinas y macroalgas.

### Invertebrados
Los erizos de mar o los nudibranquios se alimentan de algas. Algunas especies de erizos de mar en particular, tales como Diadema antillarum, pueden desempeñar un papel fundamental en la prevención de la sobrepoblación de algas en los arrecifes de coral.
Un número de invertebrados ocupan el substrato esquelético del coral, ya sea perforando en los esqueletos (a través del proceso de bioerosión) o habitando en grietas preexistentes. Los animales que perforan la roca incluyen esponjas, bivalvos, moluscos y Sipuncula. Entre los animales que se instalan en el propio arrecife se incluye muchas especies, especialmente los crustáceos y gusanos poliquetos.

### Peces
Más de 4000 especies de peces habitan en los arrecifes de coral. Cuando están sanos, los arrecifes de coral pueden producir hasta 35 toneladas de peces por kilómetro cuadrado cada año; en cambio los arrecifes dañados producen mucho menos.
Especies arrecifales incluyen:
- Peces que influyen al coral y que se alimentan de pequeños animales que viven cerca del coral, algas, o del propio coral. Los peces que se alimentan de pequeños animales incluyen a Labridae (peces limpiadores) que se alimentan en particular de organismos que habitan los peces más grandes, peces bala[cita requerida] y Balistidae (ballestas) que se alimentan de erizo de mar, mientras que los peces que se alimentan de algas son, por ejemplo, de la familia Pomacentridae (damiselas) entre otros. Serranidae (meros) cultivan las algas por la eliminación de criaturas que se alimentan de ella (como erizos de mar), y eliminan las algas marinas no comestibles. Peces que se alimentan del propio coral pertenecen a las familias Scaridae (peces loro) y Chaetodontidae (peces mariposa), por ejemplo.[60][61]
- Peces que cruzan los límites de los arrecifes de coral y de las praderas marinas cercanas, incluyen depredadores, como Trachinotus, Serranidae, Caranx, ciertos tipos de tiburón, barracudas y Lutjanidae (pargos). Peces que se alimentan de plantas o de plancton también pueblan los arrecifes. Los que se alimentan de pastos marinos incluyen Caranx, Lutjanidae, Pagellus y Conodon. Los peces que se alimentan de plancton incluyen Caesio, Batoidea (mantarayas), Chromis y peces nocturnos como Holocentridae, Apogonidae y Myctophidae (pez linterna).[62]

Los peces que viven en los arrecifes de coral pueden ser tan coloridos como los propios corales. Algunos ejemplos son los peces loro, la familia Pomacanthidae (pez ángel), damisela, Clinidae o los peces mariposa (Chaetodontidae). Por la noche, algunos cambian a un color menos intenso.[cita requerida]

### Aves marinas
Los arrecifes de coral forman un hábitat importante para especies de aves marinas, algunas de ellas en peligro de extinción. Por ejemplo, el atolón de Midway en Hawái sustenta casi tres millones de aves marinas, entre ellas dos tercios (1,5 millones) de la población mundial del albatros de Laysan (Phoebastria immutabilis), y un tercio de la población mundial del albatros de patas negras (Phoebastria nigripes). Un total de 17 especies de aves marinas viven en Midway y cada especie tiene sitios específicos para anidar en el atolón. El albatros de cola corta (Phoebastria albatrus) es la especie más rara, con menos de 2200 aves supervivientes, tras haber sido cazada de manera excesiva por sus plumas a finales del siglo XIX.

### Otros
Serpientes de mar se alimentan exclusivamente de peces y sus huevos. Aves tropicales, como garzas, alcatraces y pelícanos, también se alimentan de peces arrecifales. Algunos reptiles terrestres visitan los arrecifes de vez en cuando, tales como lagartos varánidos, cocodrilos marinos y serpientes semiacuáticas, como Laticauda colubrina.

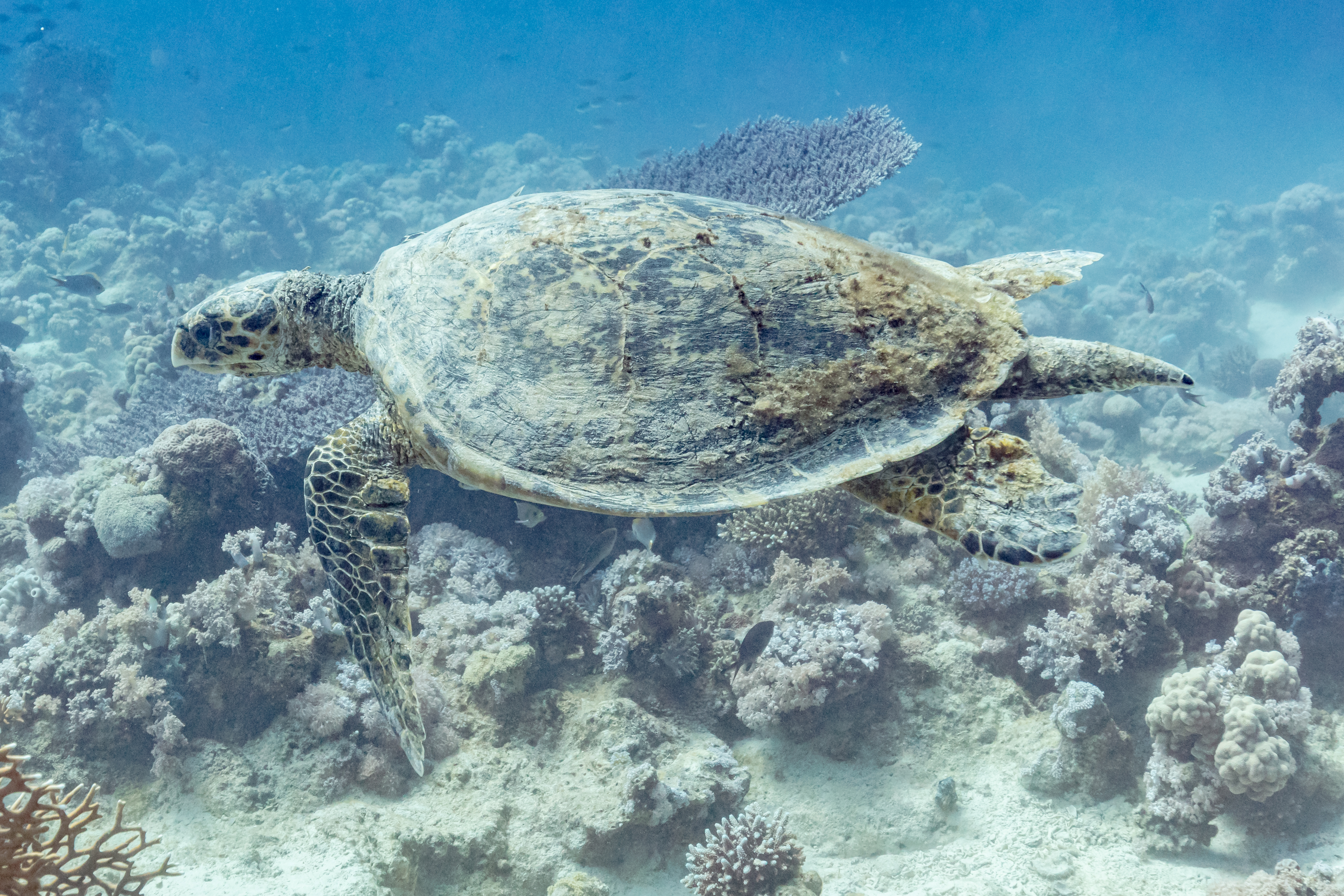
Tortuga carey (Eretmochelys imbricata) en el mar Rojo.
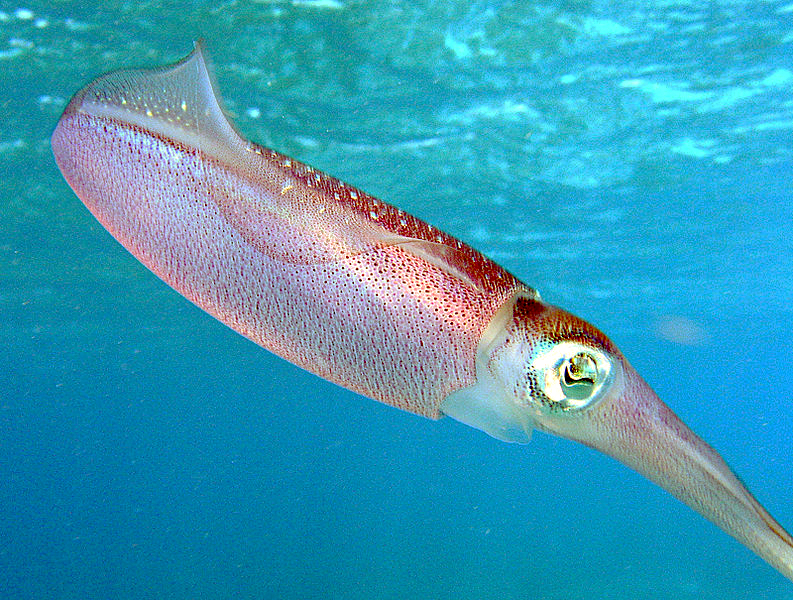
Calamar arrecifal (Sepioteuthis sepioidea).
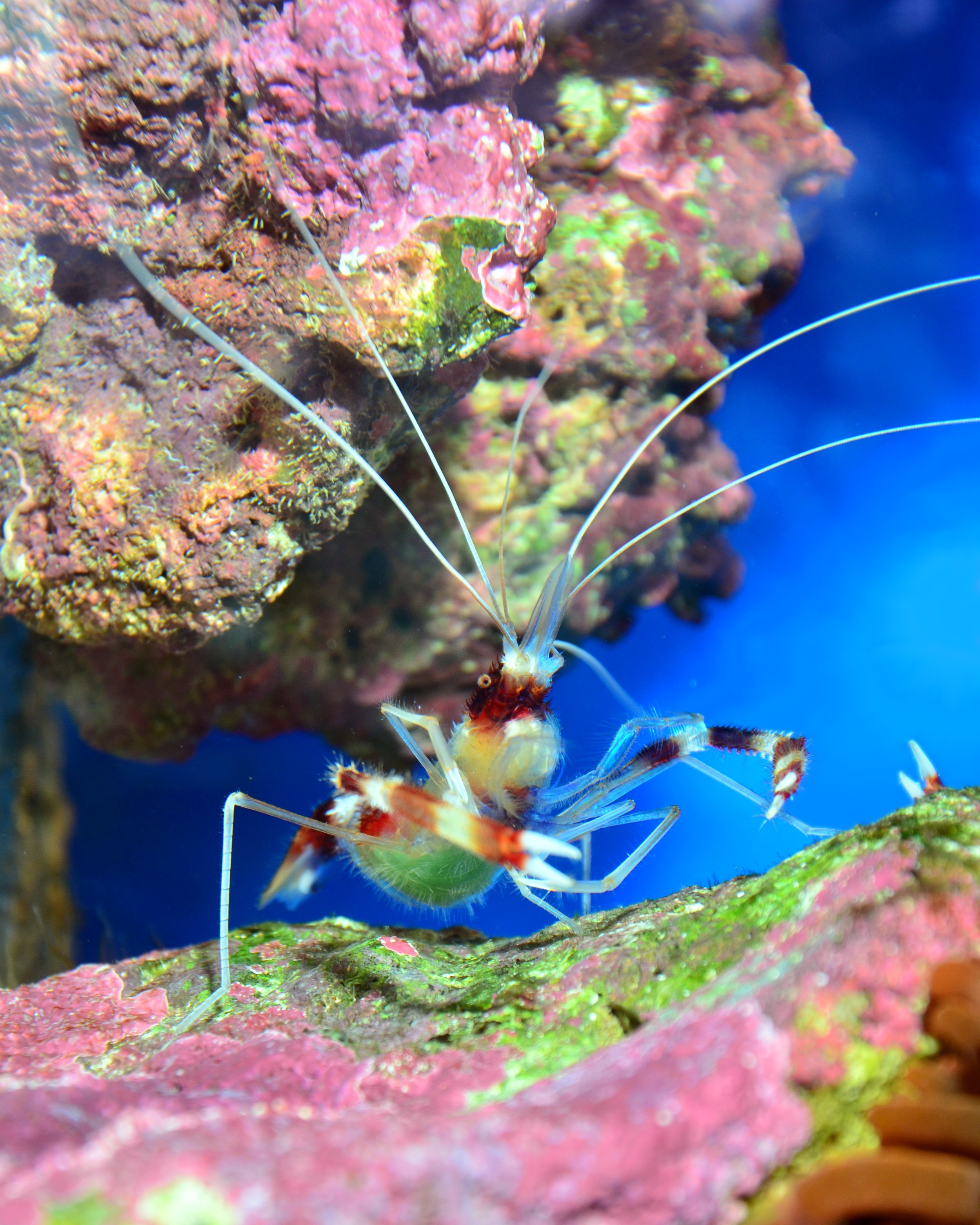
Camarón boxeador Stenopus hispidus.
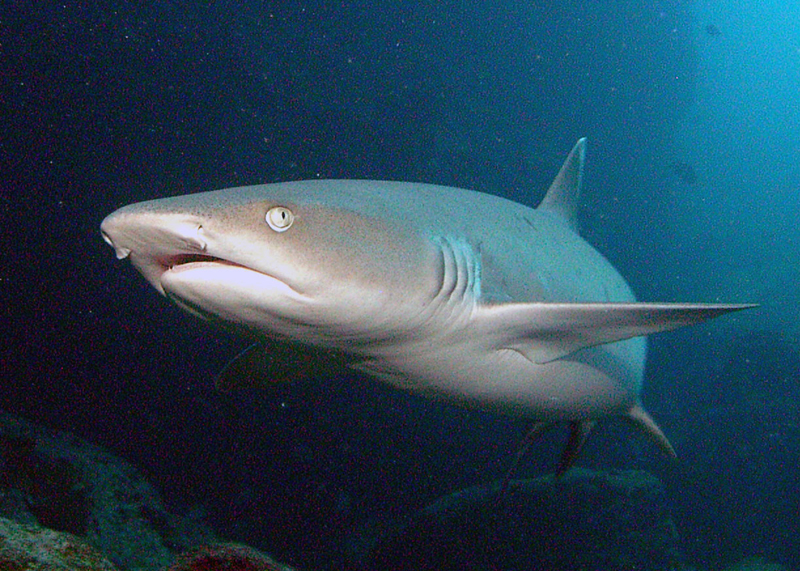
Tiburón de arrecife de punta blanca (Triaenodon obesus).
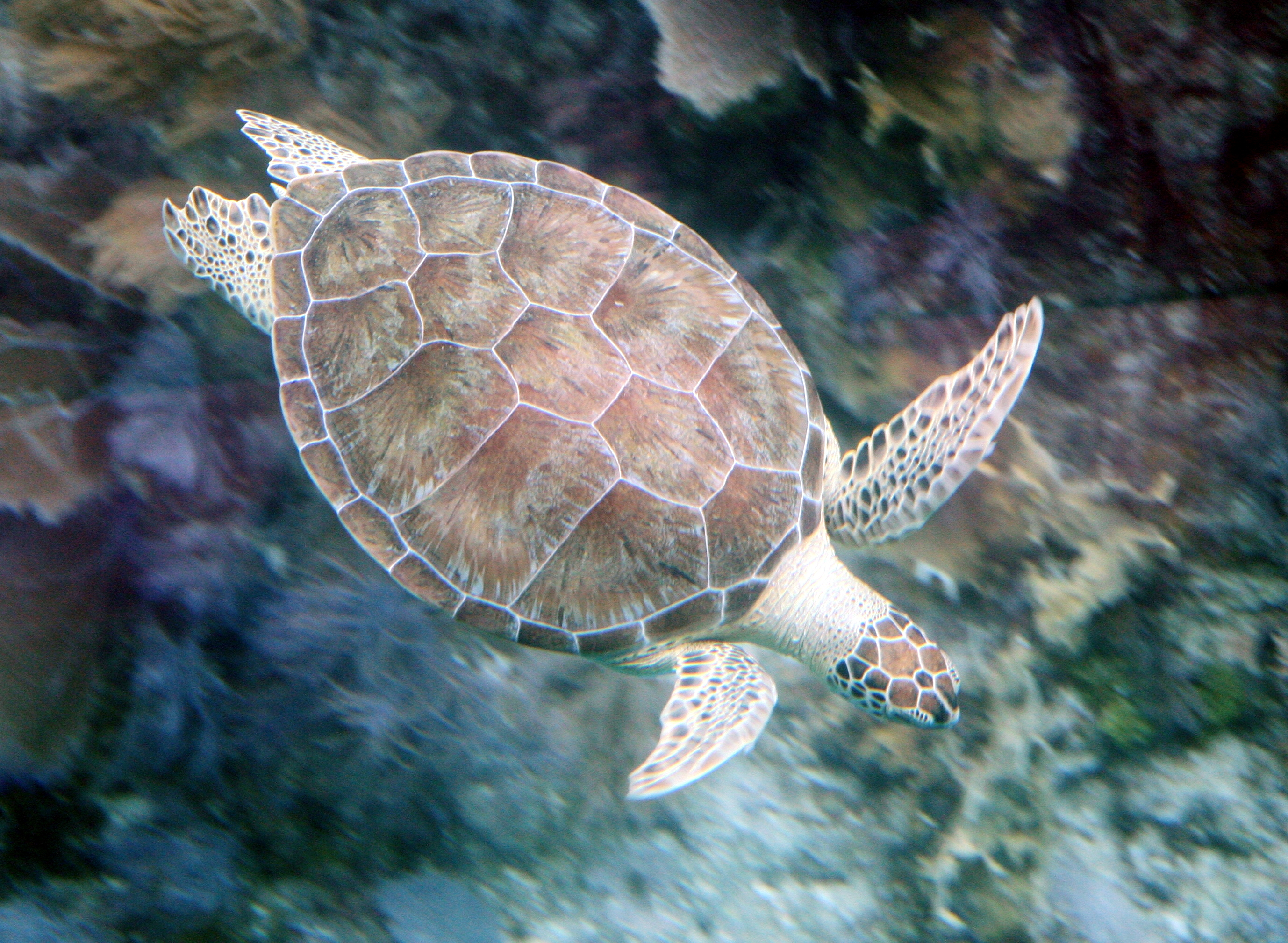
Tortuga verde (Chelonia mydas).
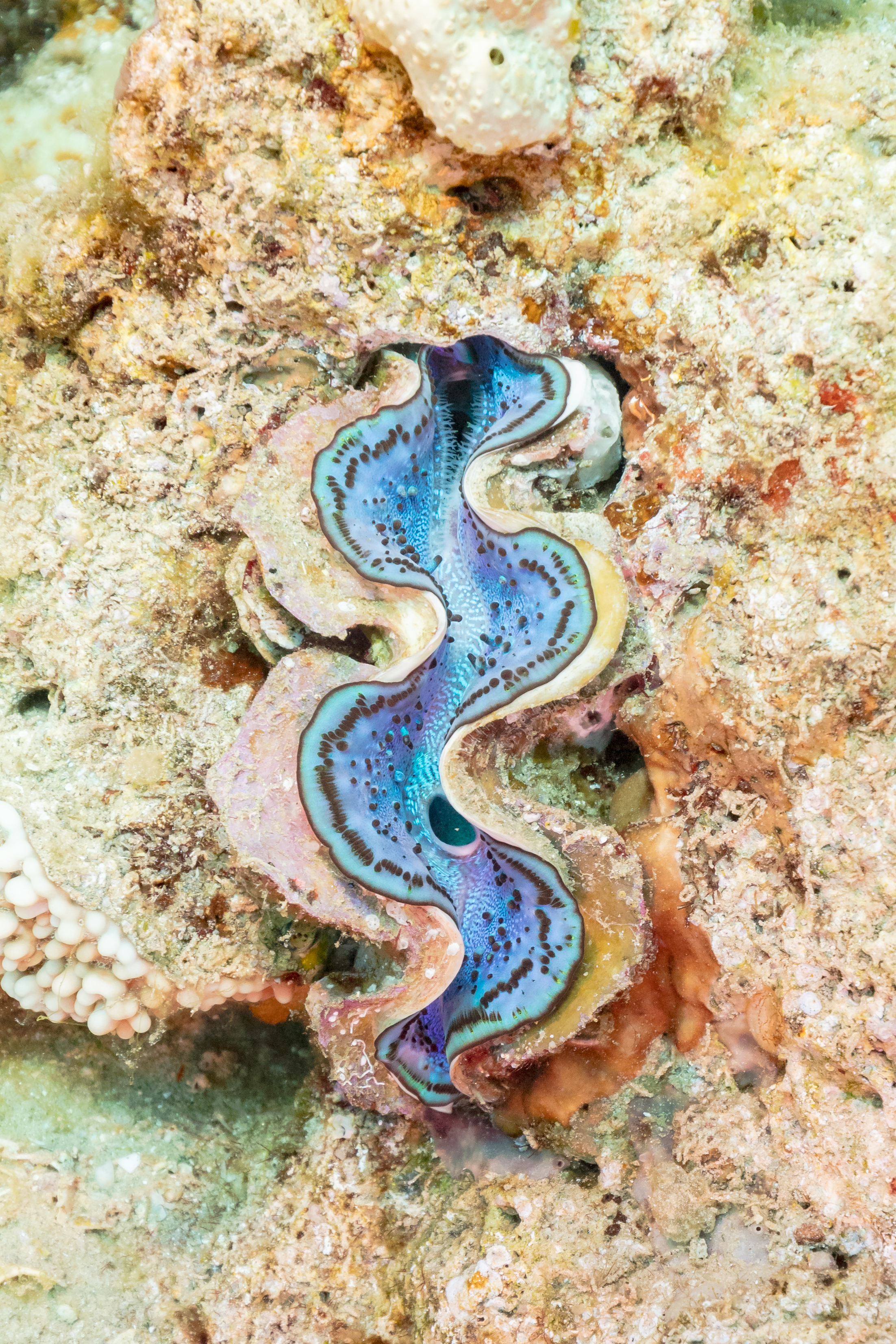
Almeja gigante (Tridacna maxima).
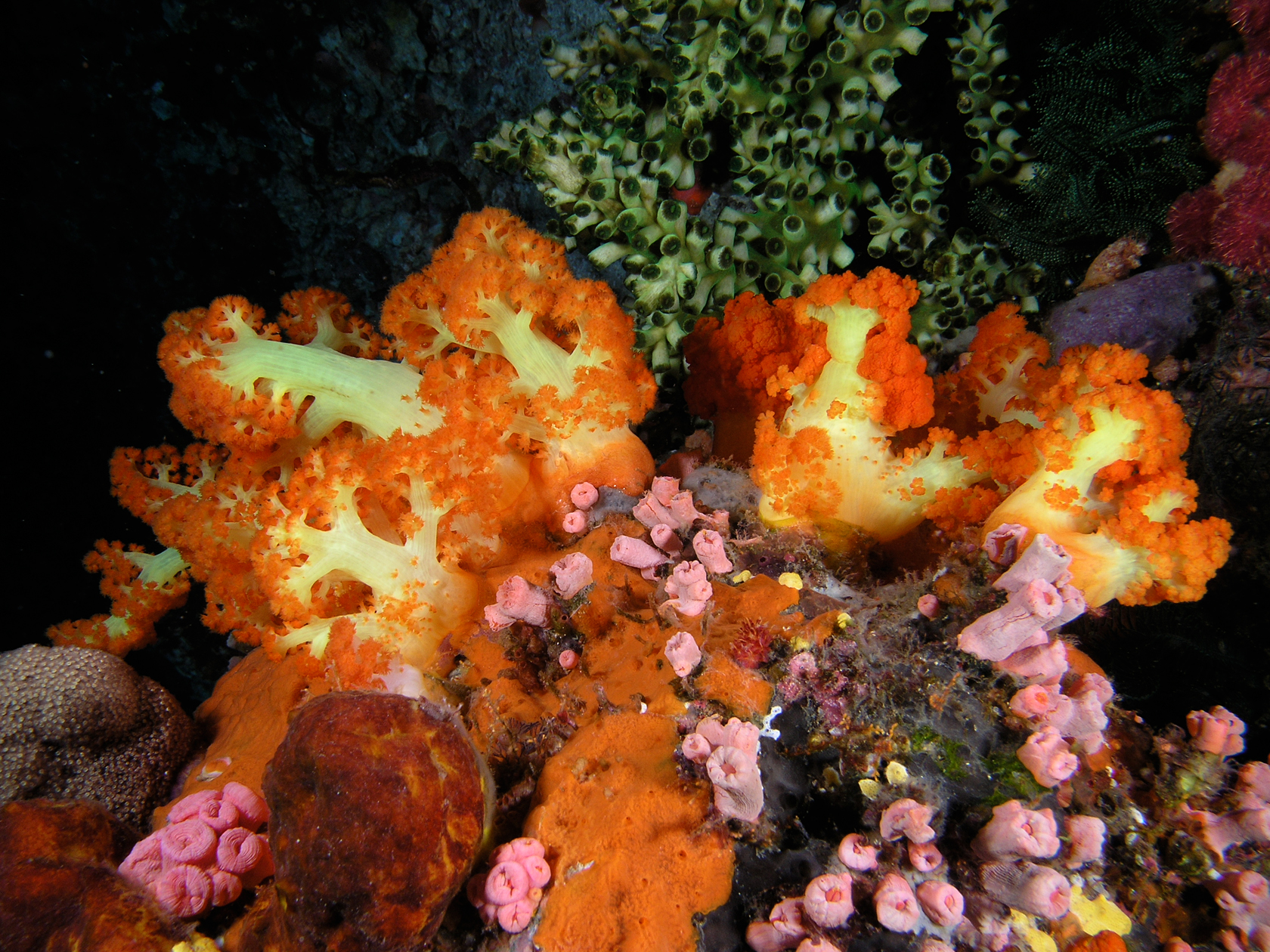
Coral blando, coral taza, esponjas y ascidias.
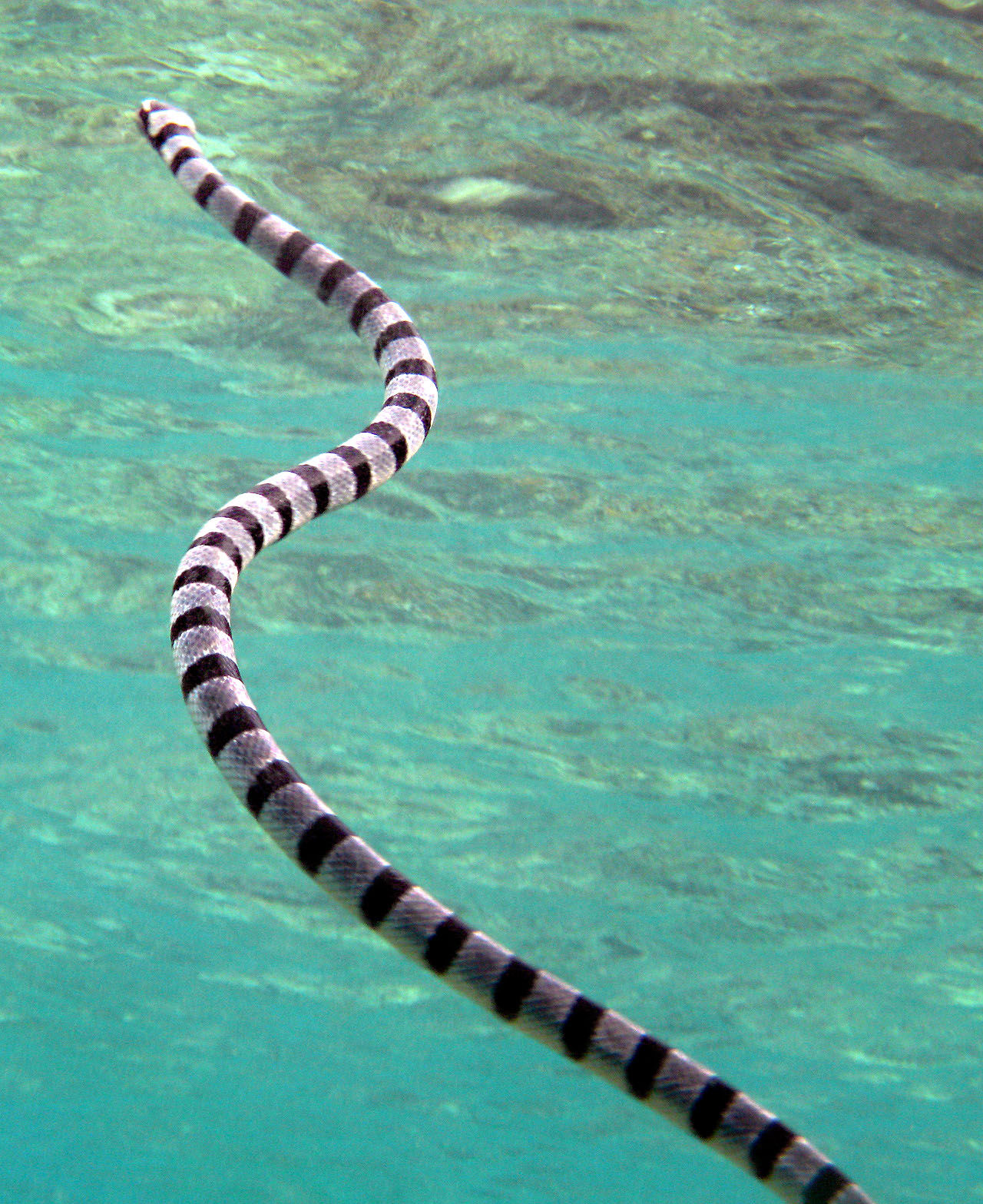
Laticauda colubrina.
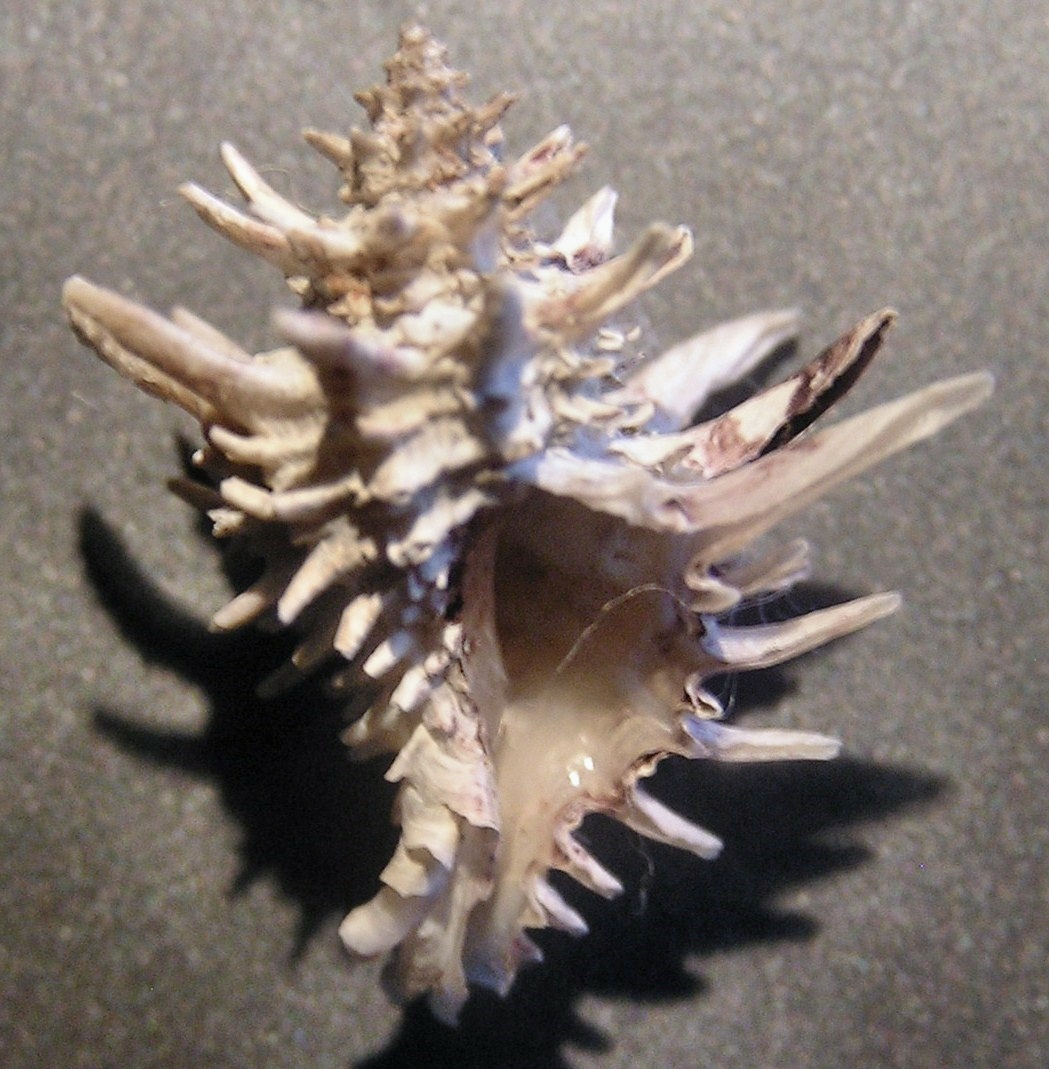
La concha de Latiaxis wormaldi, un caracol de arrecife.
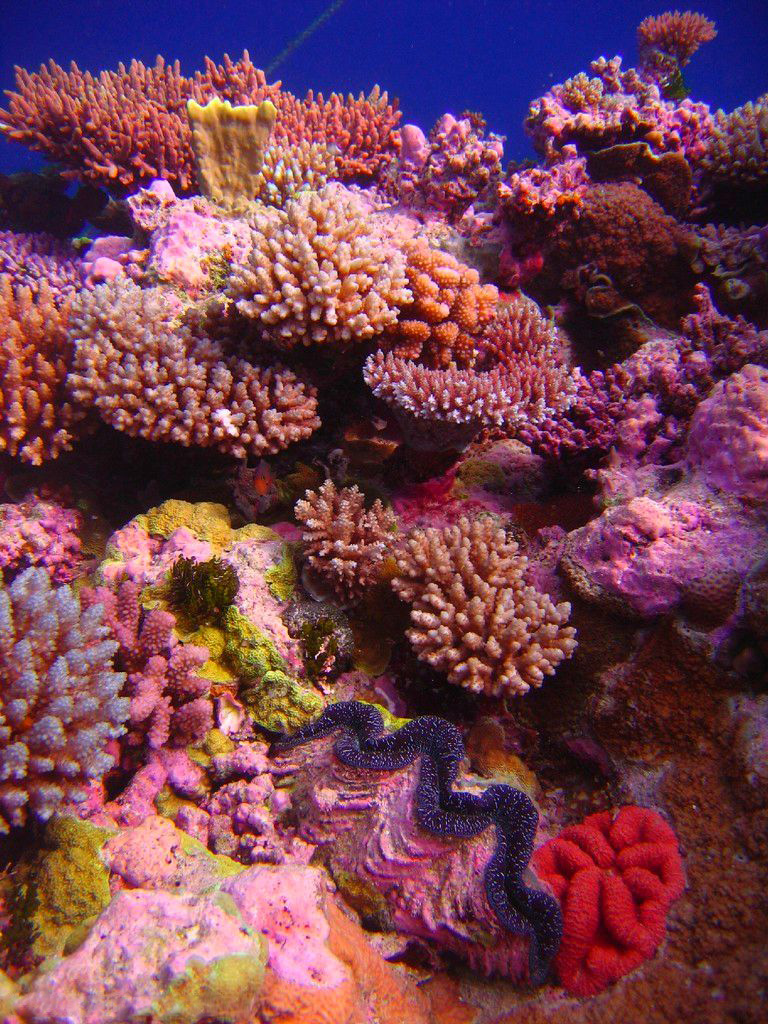
Osprey Reef, Australia.
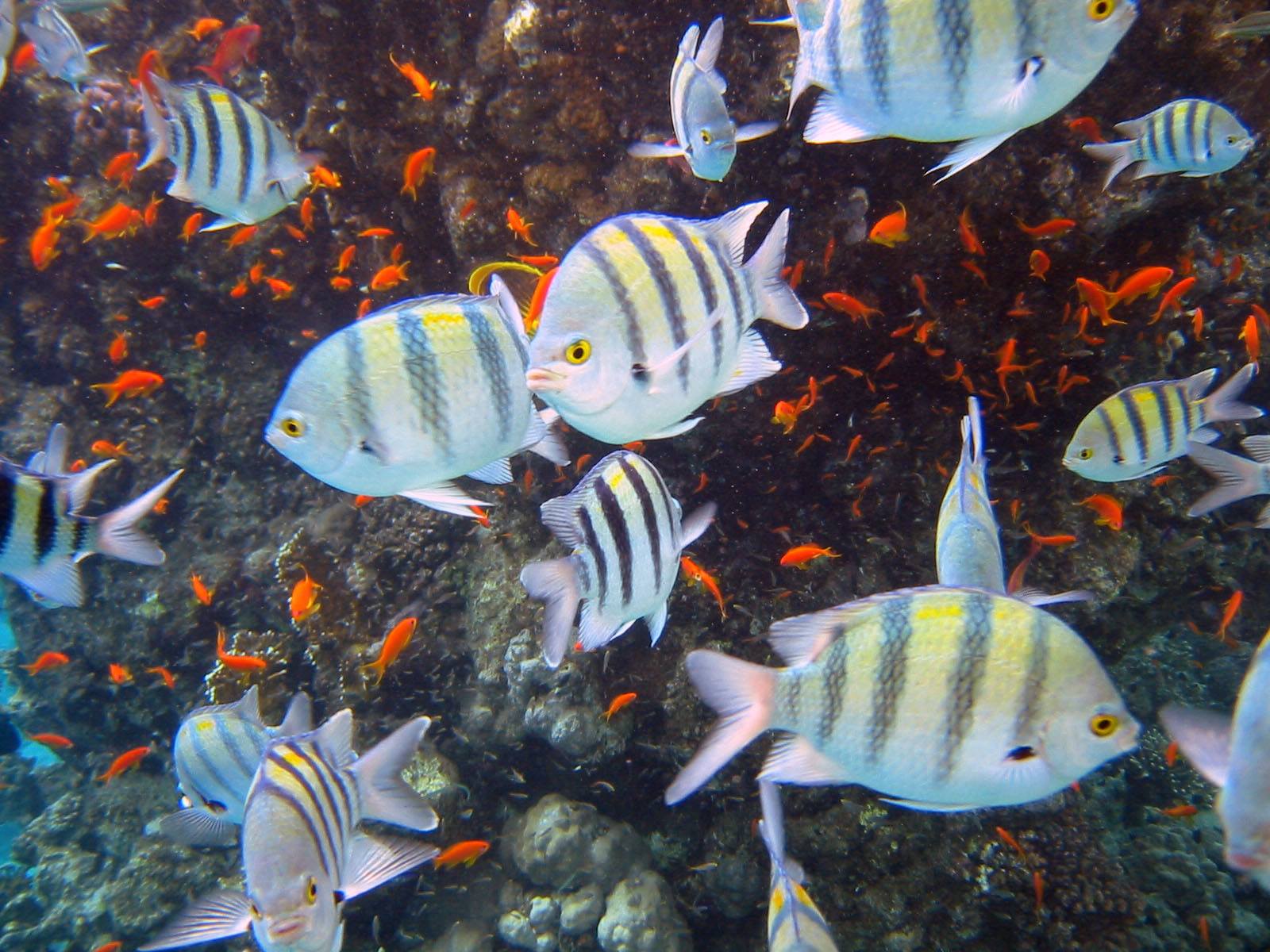
Abudefduf vaigiensis en el Mar Rojo.
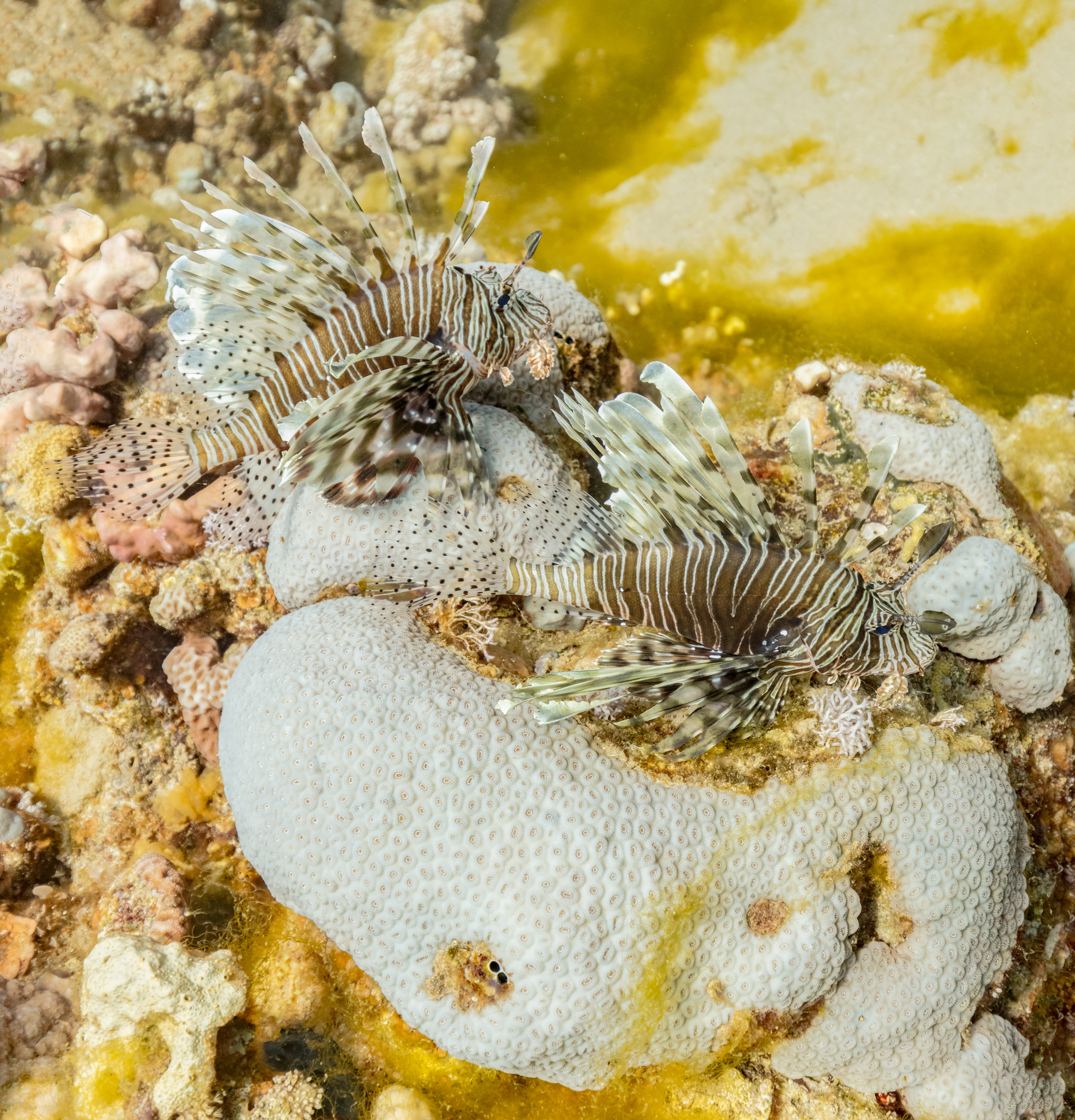
Pterois miles en el Mar Rojo.
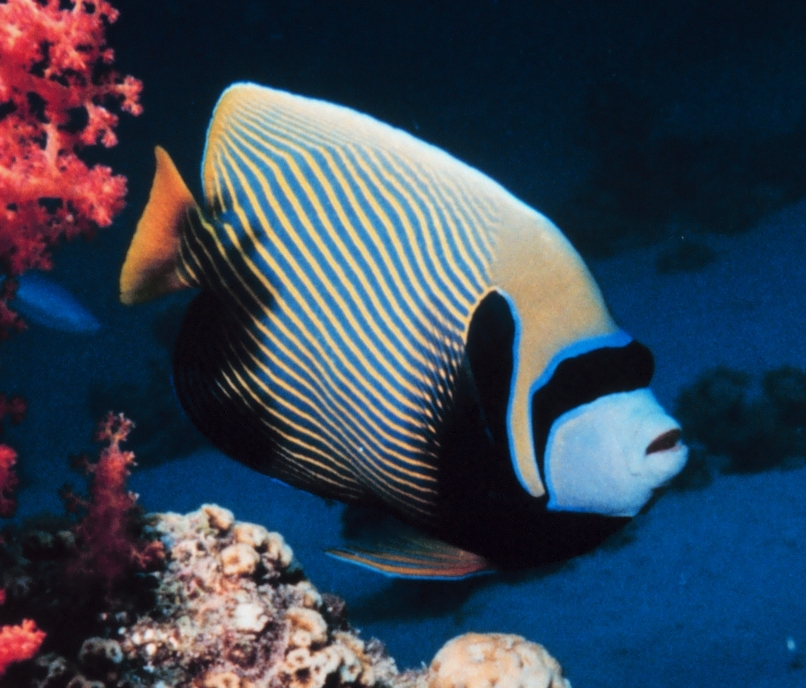
Pomacanthus imperator en Aqaba, Jordania.
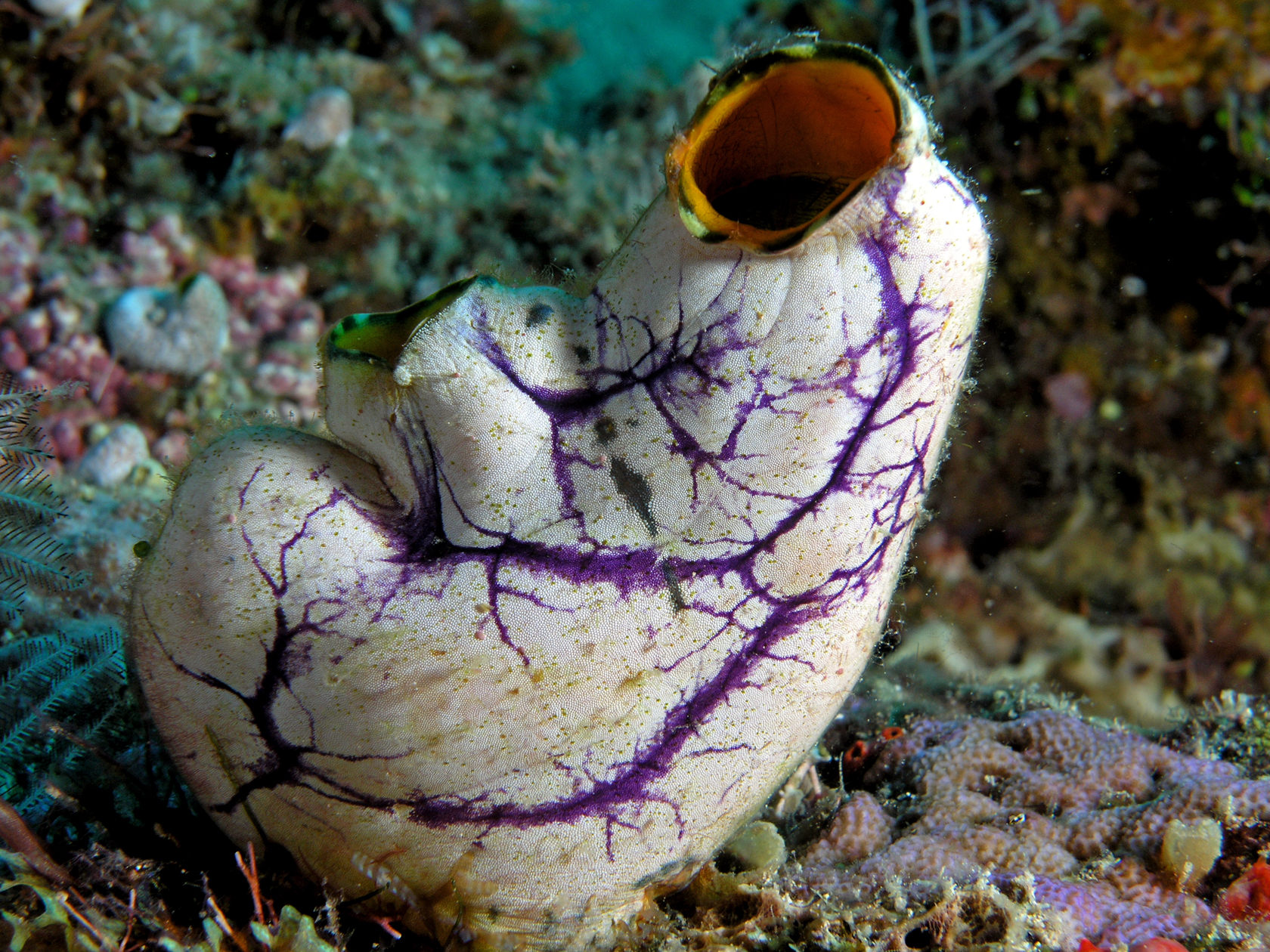
Tunicado Polycarpa aurata en el Parque Nacional de Komodo (Indonesia).
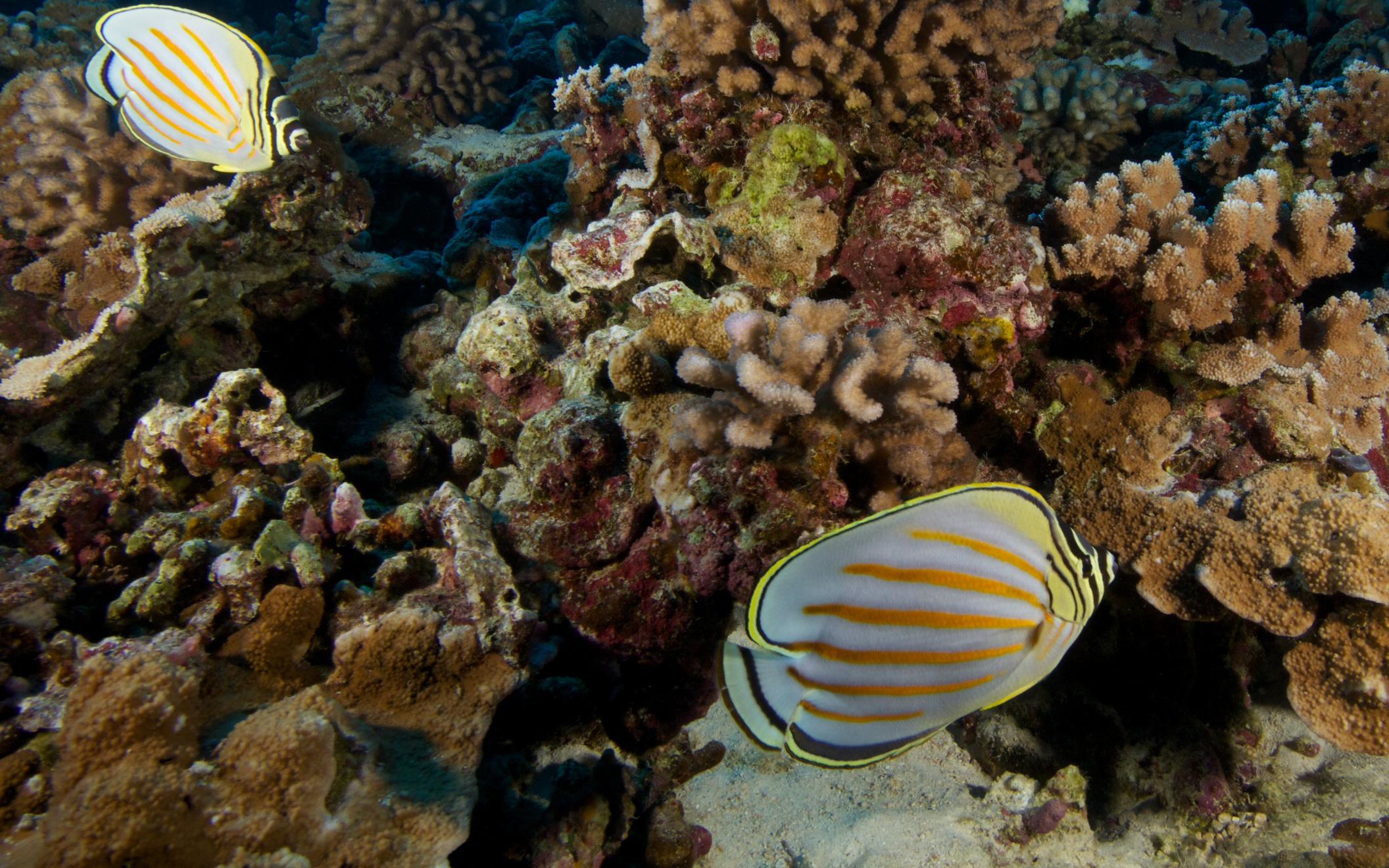
Pareja de Chaetodon ornatissimus en Molokini, Hawái.
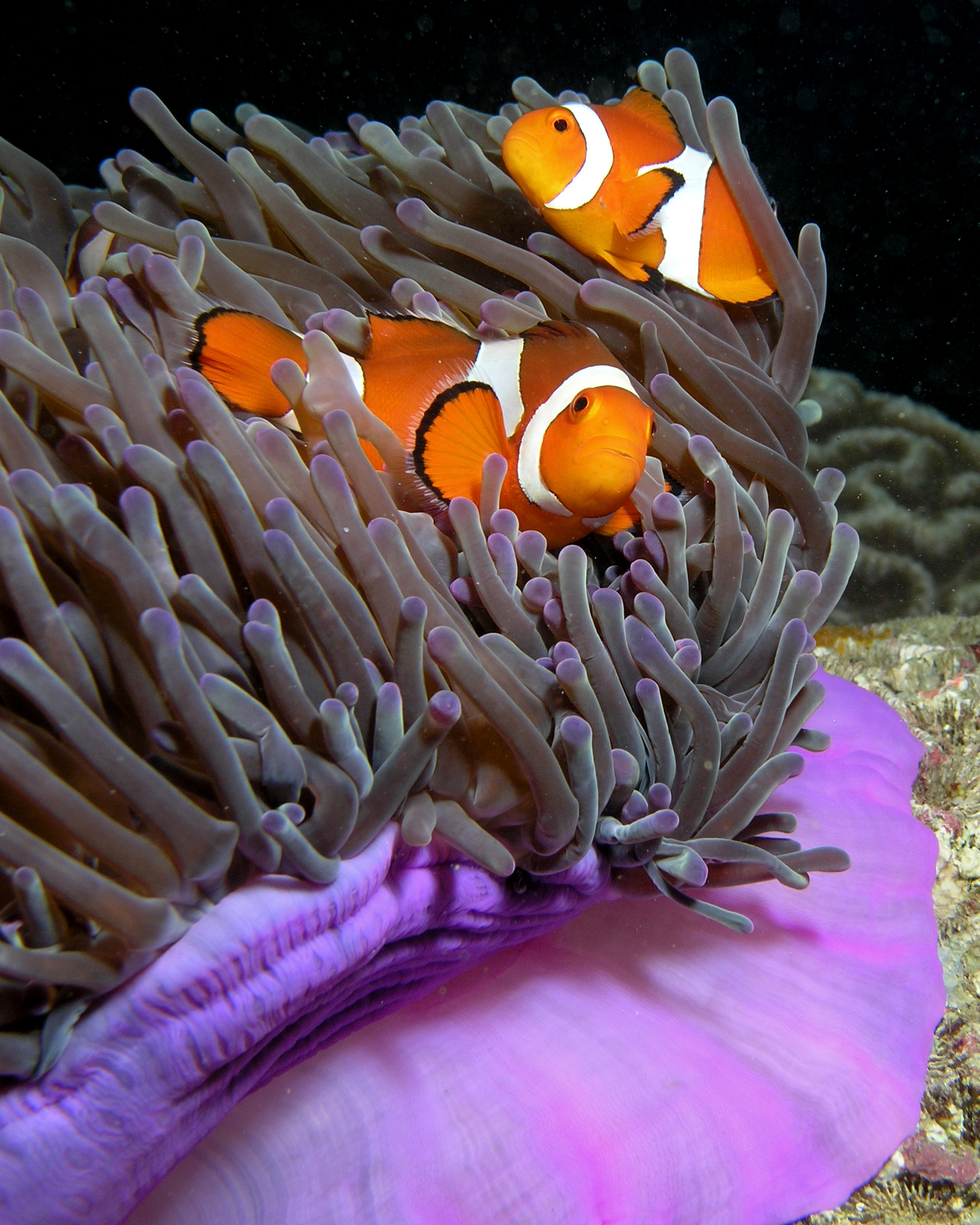
Amphiprion ocellaris en Heteractis magnifica.

## Valor económico
Los arrecifes de coral proveen bienes y servicios ecosistémicos para el turismo, la pesca y la protección del litoral. Se ha estimado el valor económico global de los arrecifes de coral en hasta US$ 375 mil millones por año. Los arrecifes de coral protegen el litoral porque absorben la energía de las olas. Muchas islas pequeñas no existirían sin la protección de sus arrecifes coralinos. Según el Fondo Mundial para la Naturaleza, el coste económico de la destrucción de un kilómetro de arrecife de coral oscila entre US$ 137.000 y US$ 1.200.000, durante un período de 25 años. Cerca de seis millones de toneladas de pescado se extraen de los arrecifes de coral anualmente. Los arrecifes de coral que son bien gestionados, tienen un rendimiento promedio anual de 15 toneladas de productos de mar por kilómetro cuadrado. 
Ya solo en el Sudeste Asiático, la pesca de productos de mar en los arrecifes de coral produce cerca de US$ 2,4 mil millones.
Para mejorar la gestión de los arrecifes de coral costeros, el Instituto de Recursos Mundiales (WRI) desarrolló herramientas, en asociación con cinco países del Caribe, para calcular el valor del turismo, la protección del litoral, y la pesca, relacionado con los arrecifes de coral. Desde abril de 2011, se publicaron documentos de trabajo cubriendo Santa Lucía, Tobago, Belice y la República Dominicana, con un documento sobre Jamaica en preparación. La WRI se propuso también "asegurarse de que los resultados del estudio apoyen mejores políticas costeras y la planificación de la gestión". En el estudio sobre Belice se estimó el valor de los servicios de los arrecifes y manglares en US$ 395—559 millones por año.

## Amenazas

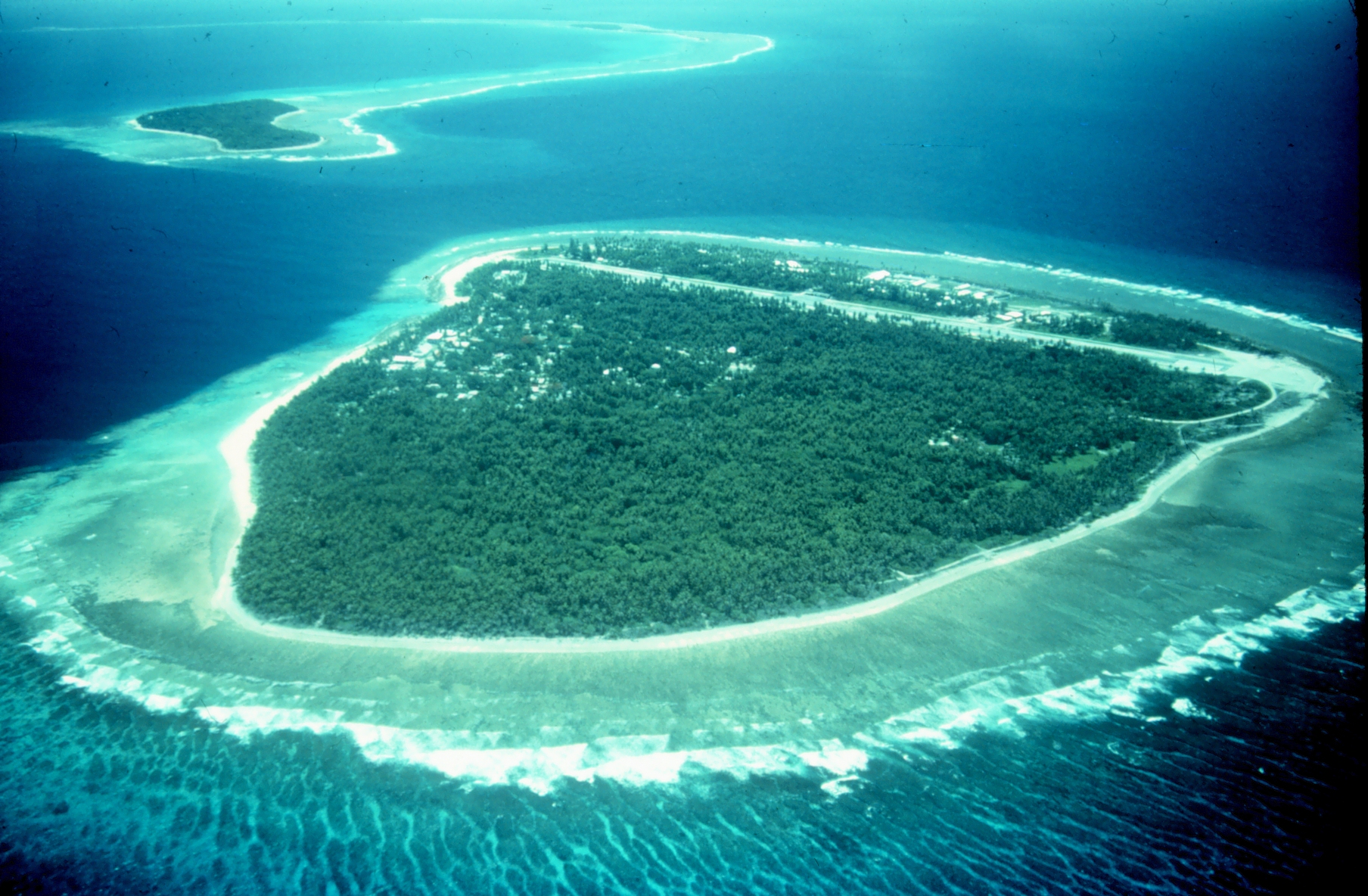
Isla con arrecife bordeante a lo largo de Yap, Micronesia.

Los arrecifes de coral están muriendo en el mundo entero. Las principales amenazas localizadas para los ecosistemas coralinos son la extracción de coral, escorrentía agrícola y urbana, contaminación (orgánicos e inorgánicos), sobrepesca, pesca con explosivos, la enfermedad y la excavación de canales de acceso a islas y bahías. Las amenazas más amplias incluyen el aumento de la temperatura del mar, la subida del nivel del mar, y el cambio del pH debido a la acidificación de los océanos, todos asociados con las emisiones de gases de efecto invernadero. En 2011, investigadores sugirieron que "los invertebrados marinos existentes hacen frente a los mismos efectos sinérgicos de múltiples factores estresantes" que ocurrieron durante la extinción de finales del Pérmico, y que los géneros "con una pobre fisiología respiratoria y conchas calcáreas", como los corales, eran particularmente vulnerables.
En el año 2010, informes preliminares sobre los efectos de El Niño mostraron que el blanqueo de coral alcanzó su peor nivel desde el año 1998, cuando los efectos de El Niño causaron la muerte del 16 % de los arrecifes coralinos, como consecuencia del aumento de la temperatura del agua. En la provincia de Aceh, en Indonesia se registró una tasa de mortalidad del 80 % de los corales blanqueados. Los científicos aún no entienden el impacto a largo plazo del blanqueo de corales, pero sí saben que el blanqueo los hace vulnerables a enfermedades, detiene su crecimiento y afecta su reproducción, mientras que el blanqueo severo resulta en muerte masiva. En julio de 2010, Malasia tuvo que cerrar varios sitios de buceo en los cuales prácticamente todos los corales fueron dañados por el blanqueo.
Con el propósito de encontrar respuestas a estos problemas globales, los científicos estudian los diversos factores que tienen impacto sobre los arrecifes de coral. Incluye el papel del océano como sumidero de carbono, los cambios atmosféricos, la luz ultravioleta, la acidificación del océano, los virus, el impacto de las tormentas de polvo que llevan agentes hacia arrecifes lejanos, contaminantes, bloom de algas, entre otros.[cita requerida]
Estimaciones globales sugieren que aproximadamente el 10 % de los arrecifes de coral están muertos. Alrededor del 60 % del total de arrecifes de coral está en riesgo debido a actividades destructivas de los seres humanos. La situación es particularmente preocupante para los arrecifes del Sudeste Asiático, donde el 80 % de los arrecifes se consideran en peligro de extinción.[cita requerida]
Se espera que en la década de 2030, el 90 % de los arrecifes estén en riesgo por actividades humanas y el cambio climático, y en 2050 todos los arrecifes de coral.
Investigaciones recientes demuestran que el ecoturismo en la Gran Barrera de Coral está contribuyendo a las enfermedades que afectan a los corales.
En 2013, un equipo científico internacional destacó en un estudio que los arrecifes de coral del Caribe han dejado de crecer o han comenzado a erosionarse por la baja cantidad de carbonato, que ha disminuido hasta un 70 %. Hallaron que muchos arrecifes del Caribe tienen un precario balance y son muy pobres y poco complejos, comparados con la Gran Barrera de Coral. El estudio se realizó en Bahamas, Bonaire, Belice e isla Gran Caimán, y fue publicado en la revista Nature Communications, financiada por el fondo británico Leverhulme Trust.

## Protección

Diversidad de corales

Las áreas marinas protegidas (AMP) se han vuelto cada vez más importantes para el manejo de los arrecifes. Las AMP promueven formas responsables de gestión de pesca y manejo de hábitat. Al igual que los parques nacionales y los refugios de vida silvestre, las AMP restringen actividades potencialmente dañinas. Las AMP incorporan objetivos sociales y biológicos, incluyendo la restauración de los arrecifes, estética, biodiversidad y beneficios económicos. Los conflictos que rodean a las zonas marinas protegidas se deben a la falta de participación, opiniones opuestas, eficacia y financiación.[cita requerida] En algunas situaciones, las AMP pueden proporcionar ingresos equivalentes a los que habrían generado sin limitaciones, como ocurrió en las islas Fénix en Kiribati.

### En los Estados Unidos
Para ayudar a combatir la acidificación del océano, se promovieron leyes para reducir los gases de efecto invernadero, como el dióxido de carbono. En los Estados Unidos, la Ley de Agua Limpia (Clean Water Act) presiona a las agencias del gobierno estatal a controlar y limitar el escurrimiento de contaminantes que pueden causar la acidificación del océano. Se instalaron prevenciones de sobrecarga de aguas pluviales, así como zonas de amortigamiento entre las tierras agrícolas y la costa. Esta ley promueve también la protección de los delicados ecosistemas de cuencas, como los humedales. La Ley de Agua Limpia es un proyecto financiado por el gobierno federal, y es supervisada por varias organizaciones de cuencas. Muchas leyes de uso del suelo tienen como objetivo reducir las emisiones de CO2 mediante la limitación de la deforestación. La deforestación causa erosión, que libera una gran cantidad de carbono almacenado en el suelo, que a su vez desemboca en el océano, y contribuye a la acidificación del mismo. Para reducir los kilómetros recorridos por vehículos, se usan incentivos que reducen las emisiones de carbono en la atmósfera, reduciendo así la cantidad de CO2 disuelto en el océano. Los gobiernos estatales y federales de los Estados Unidos también controlan la erosión costera como medio para disminuir la acidificación del océano.

### En Australia
En Australia, la Gran Barrera de Coral está protegida por la Autoridad del Parque Marino Gran Barrera de Coral. Es objeto de mucha legislación e incluye un plan de acción detallado. Este plan de acción consta de numerosas estrategias de manejo y de sensibilización del público, incluyendo la reducción de la emisión de carbono para reducir la acidificación de los océanos.

### En Papúa Nueva Guinea
Los habitantes de la isla Ahus, provincia de Manus, Papúa Nueva Guinea, han seguido una práctica desde hace muchas generaciones, consistente en restringir la pesca en seis áreas de la laguna arrecifal. Sus tradiciones culturales permiten la pesca con caña, pero prohíben pescar con una red o la pesca submarina. Esta práctica resulta en una producción de biomasa significativamente mayor a la de lugares donde la pesca no tiene restricciones.

### Arrecifes declarados Patrimonio de la Humanidad
La declaración de una zona arrecifal como reserva de la biosfera, parque marino, monumento nacional o Patrimonio de la Humanidad puede contribuir a la protección de los arrecifes de coral. Por ejemplo, el arrecife de barrera de Belice, archipiélago de Chagos, Sian Ka'an, islas Galápagos, Gran Barrera de Coral, isla Henderson, Palaos y Papahānaumokuākea ya fueron declarados patrimonio de la Humanidad.[cita requerida]

## Restauración

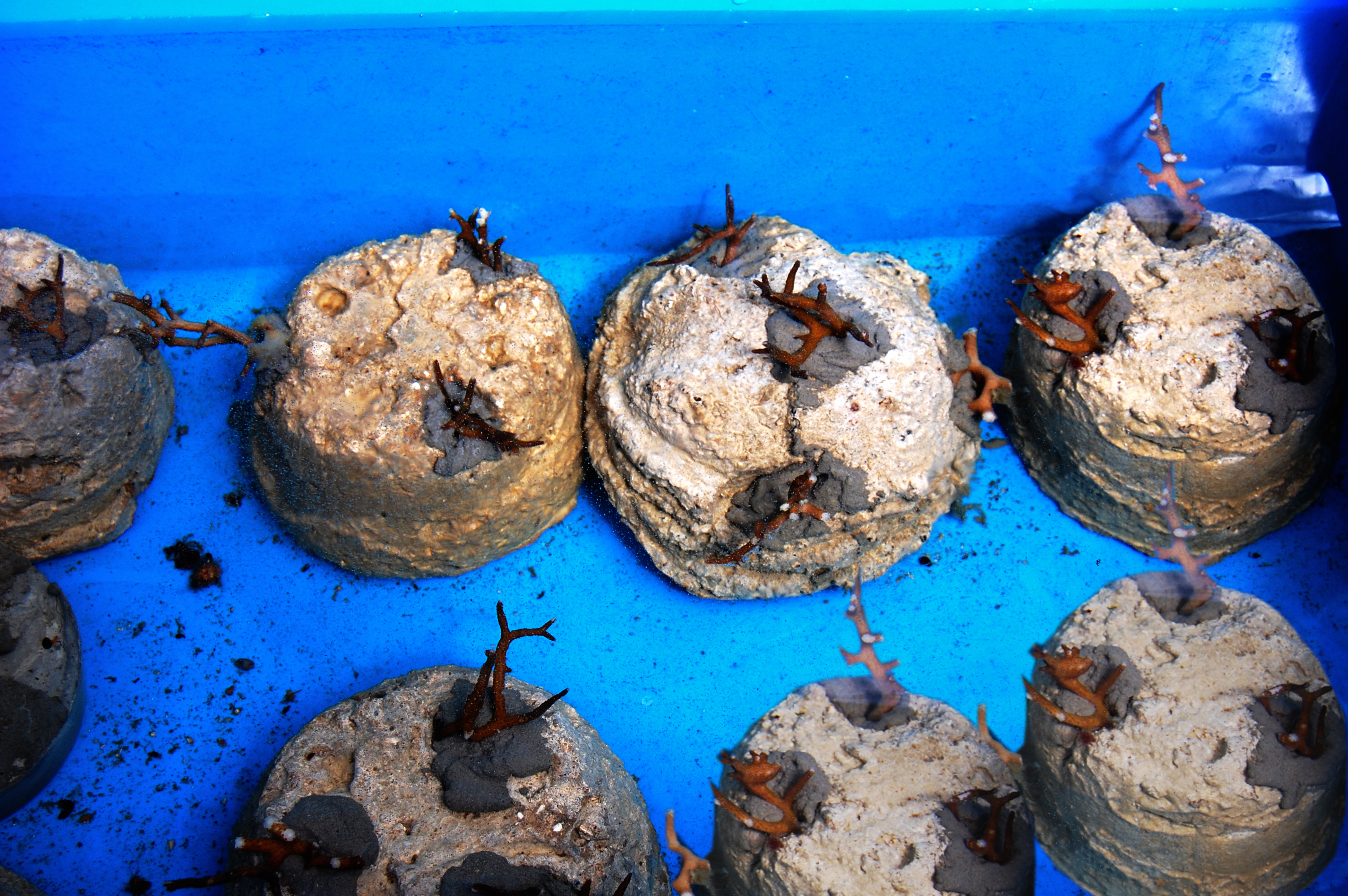
Corales creciendo sobre concreto no tóxico.

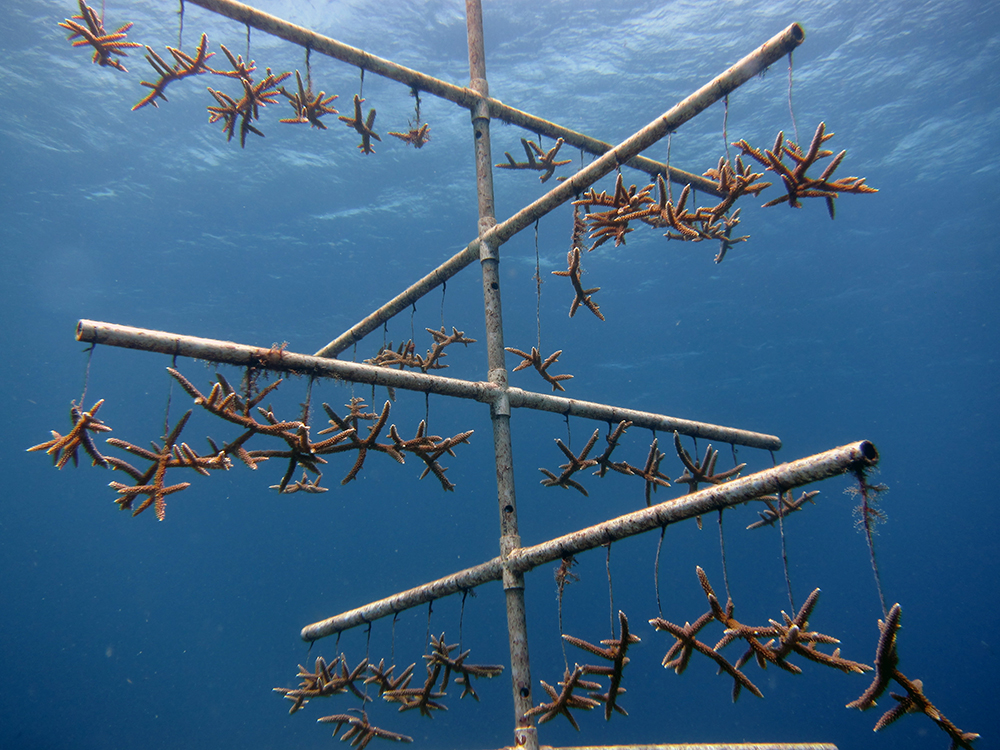
Porciones de coral Acropora cervicornis, provenientes de roturas de colonias por accidentes producidos por embarcaciones o tormentas, cuelgan suspendidas de una estructura artificial, con el fin de repoblar, cuando crezcan, los arrecifes dañados. Programa de Restauración de Arrecifes de NOAA

La acuicultura de coral, también conocida como agricultura o jardinería de coral, ha demostrado ser una herramienta que puede ser eficaz para la restauración de los arrecifes de coral. El proceso evita las etapas de crecimiento de los corales cuando están en mayor riesgo de morir. Esquejes de coral se cultivan en viveros, luego son replantadas en el arrecife. El coral es cultivado por agricultores de coral, que viven en la zona de los arrecifes y que cultivan para fines de conservación o para generar ingresos.
Esfuerzos por ampliar el tamaño y número de arrecifes de coral, por lo general, incluyen el suministro de sustrato para permitir que más corales encuentran un hogar. Entre los materiales utilizados como sustrato artificial se incluyen neumáticos desechados, barcos hundidos, vagones de metro, y formas de concreto, por ejemplo bolas de arrecife. Algunos arrecifes también pueden desarrollarse sin ayuda en estructuras marinas artificiales, como plataformas petrolíferas.[cita requerida] En grandes proyectos de restauración se utilizan corales hermatípicos cultivados que son fijados al sustrato con pasadores metálicos, adhesivos como cianoacrilato o milliput. Para fijar corales ahermatípicos al sustrato, se utiliza también aguja e hilo.

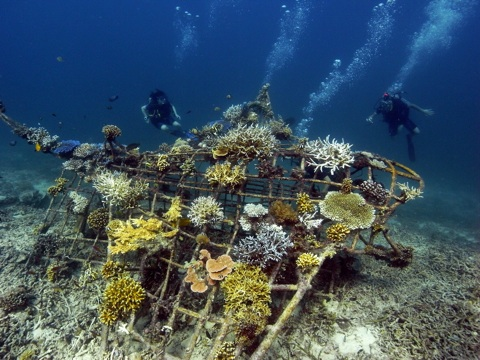
Arrecife artificial Manta ray Biorock en las islas Gilí, Indonesia

Una corriente eléctrica de baja tensión, aplicada a través del agua de mar produce la cristalización de los minerales disueltos en estructuras de acero. El carbonato blanco (aragonita) resultante es el mismo mineral que forma los arrecifes de coral naturales. Los corales rápidamente colonizan estas estructuras revestidas y también crecen a tasas aceleradas. Además, las corrientes eléctricas aceleran la formación y el crecimiento, tanto de roca caliza química, como de los esqueletos de los corales y otros organismos que producen conchas. La proximidad del ánodo y cátodo crea un entorno con alto pH, que inhibe el crecimiento de algas filamentosas y carnosas competitivas. Mayores tasas de crecimiento dependen plenamente de la actividad de acreción. Durante la acreción, los corales muestran una mayor velocidad de crecimiento, y mayor tamaño y densidad, pero después de completar el proceso, la densidad y velocidad de crecimiento vuelven a niveles comparables al crecimiento natural, con tamaños iguales o ligeramente más pequeños.
El mayor proyecto de restauración de arrecifes llevado a cabo, se ha desarrollado entre 2010 y 2014, en la Reserva Marina de la isla de Cousin, en Seychelles. En este archipiélago del océano Índico fueron especialmente devastadores los efectos del Niño en 1998, así como del tsunami de 2004, estimándose que estos eventos destruyeron el 97 % de los corales hermatípicos de Seychelles. Ha sido un gran proyecto piloto, en el que ha participado un equipo de 30 científicos, entrenándose al tiempo en técnicas de cultivo y trasplante in situ, y que ha procesado 40.000 esquejes de corales, provenientes de las colonias coralinas de la zona que resistieron los impactantes efectos en su ecosistema. Este hecho ha sido uno de los factores de éxito del proyecto, dado el que dichas colonias coralinas han demostrado su mayor resistencia frente a los efectos adversos climáticos. 
Otro factor decisivo e innovador del proyecto, ha sido el cultivo de los esquejes de coral mediante la técnica conocida en inglés como coral gardening, o jardinería de coral. Esta técnica, se realiza en su totalidad bajo el agua, frente a otras técnicas empleadas hasta ahora para la restauración de corales, que cultivan en cautividad los esquejes para trasplantarlos al medio natural posteriormente. La técnica empleada en Seychelles consiste en engarzar en cuerdas de 20 metros unos 80 esquejes de coral, del tamaño de un pulgar humano aproximadamente. Posteriormente, las cuerdas se instalan formando una especie de red que flota a unos ocho metros de profundidad, y a 10 metros por encima del fondo, garantizando así, tanto la necesaria luz para la fotosíntesis de las zooxantelas en los tejidos de los corales, como las corrientes que aporten plancton para completar su alimentación. Pasados 12 a 18 meses de cultivo en la "guardería", según la especie de coral, se procede a su trasplante al área del arrecife a restaurar. Procediendo a hundir las cuerdas de cultivo hasta el fondo, mediante un equipo de buzos, que, una vez allí, los fijan al sustrato con un cemento, para contribuir a su fijación, que los corales completan en unas semanas. 
El proyecto, que ha estado coordinado por la bióloga española Sarah Frías-Torres, ha acabado a finales de 2014, con un total de 24.400 colonias de corales trasplantadas y aclimatadas adecuadamente, sobre un total de 40.000 cultivadas, lo que supone una tasa de supervivencia del 70 %, a pesar de que durante el proyecto un ciclón destrozó 5000 ejemplares. El éxito del proyecto ya se puede observar, con la repoblación natural del arrecife restituido por peces, pulpos, caracoles, tortugas marinas, tiburones o delfines.